# Historia de la psicología
La historia de la psicología es una rama de la psicología que utiliza métodos historiográficos para investigar el origen de la psicología como disciplina científica y su desarrollo hasta nuestros días.  
Trata, por tanto, de clarificar los sucesos y conceptos previos que dieron lugar al nacimiento de la psicología, así como el contexto histórico-cultural, las circunstancias y los autores que lo hicieron posible, y a partir de ahí, hacer el seguimiento y reconstrucción histórica posterior que dé cuenta de la conformación de esta ciencia como la conocemos hoy en día. 
Una de las cosas que inmediatamente nos llama la atención es que el desarrollo de la psicología no es unitario ni unidireccional, algo lógico por otra parte, dada la complejidad de su objeto de estudio y la falta, durante muchos años, de una definición consensuada de esta ciencia. 
El primer problema con que se encontraron los historiadores de la psicología fue el de establecer un suceso "fundacional", lo cual, si bien era sencillo en ciencias como la física, no era fácil de hacer en la psicología. De hecho, situar el comienzo de la psicología en el laboratorio de Wilhelm Wundt (Leipzig, 1879) obedece a razones consensuadas a partir de desarrollos posteriores.
Otra característica del desarrollo histórico de la psicología es, al igual que antaño ocurriera con la filosofía, la aparición de diversas escuelas incompatibles entre sí durante décadas, tanto por la definición de su objeto como de los hechos estudiados y la metodología usada, escuelas entre las que sólo tiempo después comienzan a establecerse puentes. 
Hay que hacer notar que la psicología como ciencia empírica, que trata de adoptar el método hipotético-deductivo (a través de experimentos, o contrastación por el método observacional), se desarrolla en el contexto sociocultural occidental (incluyendo países occidentalizados). La Historia de la psicología se ocupa de este fenómeno, por lo que pueden quedar fuera de su consideración los estudios, prácticas y reflexiones realizados en otros contextos culturales.
La historia de la psicología también presta atención al estudio de las relaciones de la psicología con otras ciencias, como la medicina, la biología, la sociología o la cibernética.

## Origen de la psicología

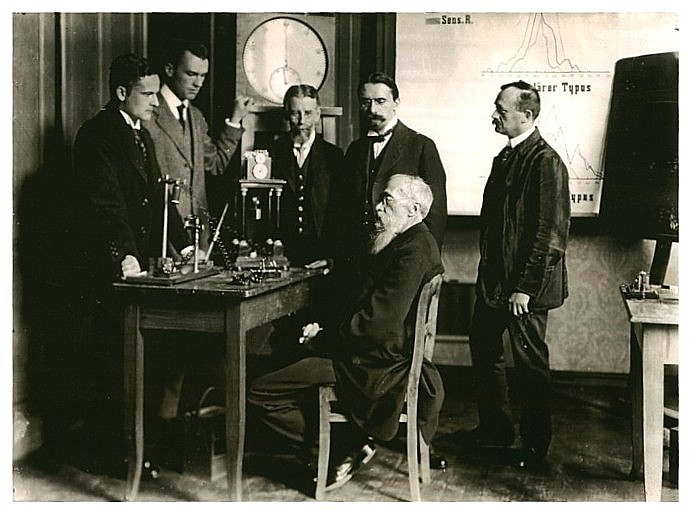
Wilhelm Wundt (sentado) y sus colegas, en el primer laboratorio de psicología experimental que fundó en 1879 (Leipzig).

De ordinario, se hace referencia al año 1879 como la fecha inaugural de la psicología moderna en tanto que disciplina científica. Ese año, el alemán Wilhelm Wundt creó el primer laboratorio de psicología experimental en la ciudad de Leipzig. Sin embargo, no todos los historiadores de la psicología coinciden en este punto:

«La historiografía convencional sitúa el origen de la psicología como disciplina científica a finales del siglo XIX, en Alemania, con el establecimiento del primer laboratorio de psicología en Leipzig, en 1879, por parte de Wilhelm Wundt. Se trata de un mito fundacional que deposita en el empleo del método experimental —en el que Wundt se había formado durante sus investigaciones precedentes en el campo de la fisiología, con científicos como Johannes Peter Müller y Hermann von Helmholtz— el rasgo definitorio de una psicología científica. Es sobre todo esa impronta “experimental”, junto al papel institucional desempeñado por el laboratorio como centro ineludible de formación (también a nivel internacional), lo que ha hecho que el nombre de Wundt haya pasado muy por delante de otros contemporáneos suyos que planteaban proyectos bastante diferentes.»

Resulta, pues, ineludible el papel que juega Wundt en la «institucionalización» de la psicología experimental, y quizá por ello no se eligió a otros autores como Franz Brentano —quien publica en 1874 su Psicología desde el punto de vista empírico— o Wilhelm Dilthey —con su libro Ideas acerca de una psicología descriptiva y analítica (1894)—, ambos con perspectivas distintas a la de Wundt. En cualquier caso, algo que a menudo se ha olvidado es que la psicología de Wundt comprendía dos partes, como dos caras de una misma moneda: la psicología experimental y la «Völkerpsychologie» o «psicología de los pueblos», que aborda el mismo fenómeno psicológico desde una perspectiva más cercana a los enfoques de Dilthey o de Lev Vygotski, y a la que dedicó un especial esfuerzo cuyo resultado se plasmó nada menos que en diez volúmenes publicados entre 1900 y 1920.
La presencia de la psicología en el ámbito universitario es muy anterior:

«El despegue de la psicología como ciencia universitaria tiene así lugar en el siglo XVIII, en Alemania, marcado por una psicologización del discurso filosófico que procede del análisis del entendimiento de Locke y que se hibrida con la filosofía racionalista. A partir del lugar que Wolff reserva a la psicología empírica en su sistema se abrirá todo un debate metodológico sobre sus límites y posibilidades. En ese debate intervendrá activamente Immanuel Kant (1724-1804), apostando por hacer de la psicología empírica, como descripción natural del alma, una disciplina independiente de la metafísica.»

En 1860 se crea en la Universidad de Berna (Suiza) la primera cátedra universitaria que incluye una referencia explícita a la psicología.
En cuanto al vocablo «psicología», fue utilizado por primera vez en latín por el poeta y humanista cristiano Marko Marulić, en su libro Psichiologia de ratione animae humanae (publicado a finales del siglo XV o a comienzos del XVI). Algunos autores defienden que el término procede de una traducción erudita del libro De Anima de Aristóteles.

## Antecedentes

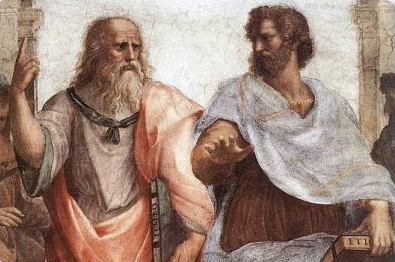
Platón y Aristóteles (s. IV a. C.). Aristóteles defendió la unidad hilemórfica (intrínseca) de cuerpo y "psique" frente a su maestro Platón.

El abordaje de los fenómenos psicológicos está presente allá donde existe discurso racional. Simplificando mucho las cosas, puede decirse que hay dos tendencias a la hora de delimitar el objeto de estudio de la psicología moderna: de un lado, la mente (ya sea su estructura, funciones, contenidos, etc.), y de otro, la conducta. Dado que el estudio objetivo de la conducta es algo propio de los siglos XIX y XX, habría que indagar para saber qué ocurrió para que se produjera este desplazamiento desde la mente a la conducta (desplazamiento que, atendiendo a la pluralidad de enfoques y escuelas que emergieron en el siglo XX, fue sólo parcial). Y, sobre todo, habría que aclarar qué es lo que se entendía —y qué se entiende hoy día— cuando se habla de «mente».

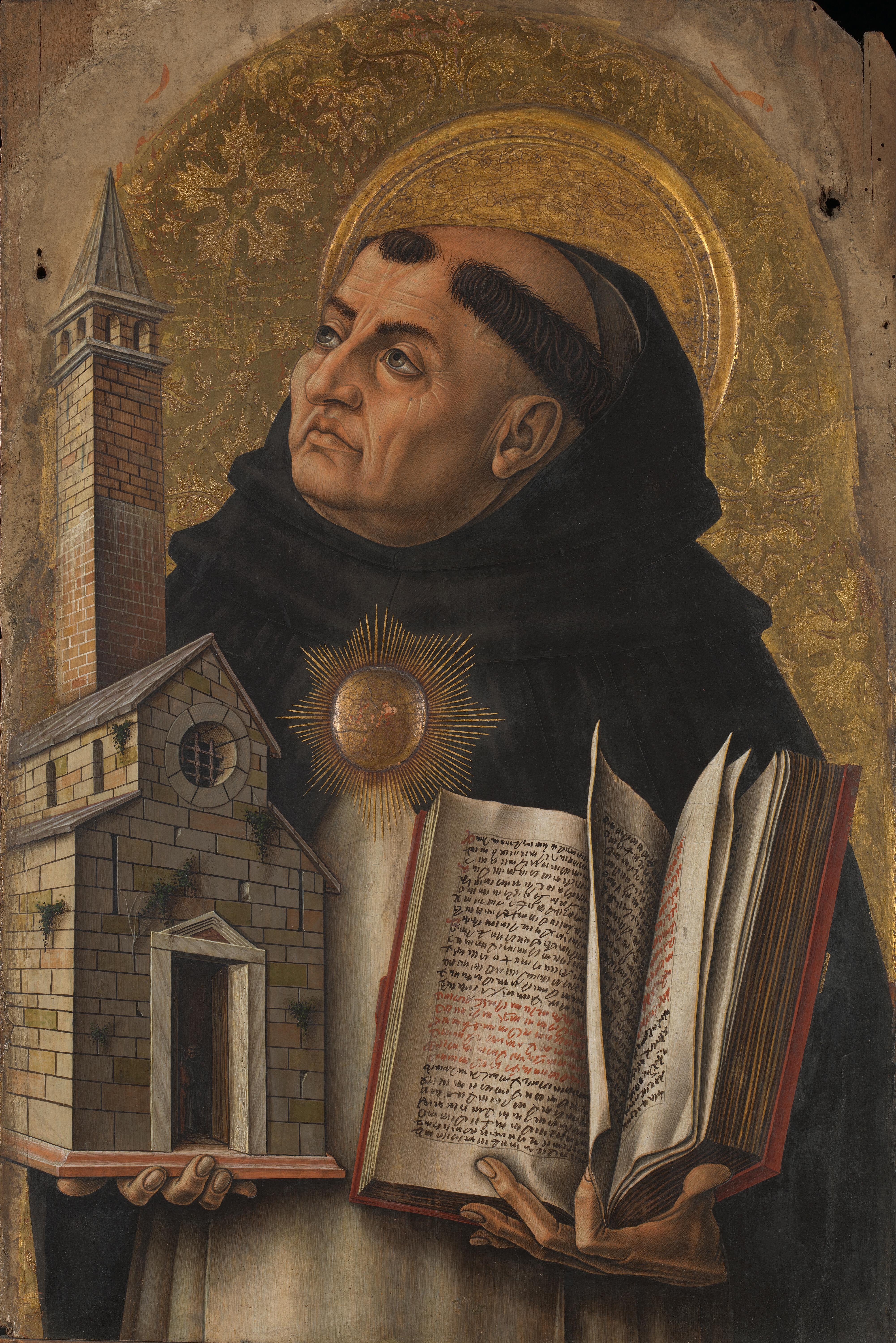
Tomás de Aquino (s. XIII) da continuidad en la Edad Media a la doctrina hilemórfica de Aristóteles.

Así, nos encontramos con que el concepto de mente abordado por la psicología es un producto moderno. En la filosofía griega, simplificando, podemos encontrar dos aproximaciones a la interioridad humana: la platónica, que considera que la esencia del hombre es su espíritu, el cual se encuentra «encerrado» en un cuerpo que lo limita y no le permite manifestarse en toda su plenitud, y la aristotélica, que considera que el ser humano (al igual que los demás seres vivos) está formado por una unidad integral de cuerpo y alma. El alma sería el principio vital que anima y da unidad a la materia corpórea, pero, en definitiva, ambos elementos son inseparables. En el caso de Platón, muchos de los fenómenos que hoy llamamos psicológicos (como las pasiones o los sentimientos) quedarían fuera de la consideración de lo propiamente espiritual. En Aristóteles, sin embargo, quedarían integrados dentro del estudio del ser humano como una unidad holística.
Mientras que en las escuelas de filosofía romana parece ser que imperó una concepción del hombre más cercana a Aristóteles (por ejemplo, el estoicismo), la concepción dualista de Platón pasó a los albores de la filosofía medieval cristiana a través de Plotino y Agustín de Hipona. En el mundo islámico se llevará a cabo una reinterpretación de Aristóteles desde una perspectiva neoplatónica (es decir, influida por Plotino), en concreto, de la noción de «intelecto agente», que se identifica con la divinidad (véase Avicena). Sin embargo, a partir del estudio pormenorizado de los autores islámicos, Tomás de Aquino retornará a la idea del alma como principio vital (o «forma») del cuerpo, naturalizando de nuevo la razón y proponiendo el conocimiento de la existencia de Dios a través de la razón natural —sus famosas «cinco vías»—, que se complementa con la fe. Esto, sin embargo, no fue aceptado por otros autores de la escolástica tardía, como Duns Escoto y Guillermo de Ockham. 

### Concepto de «mente»

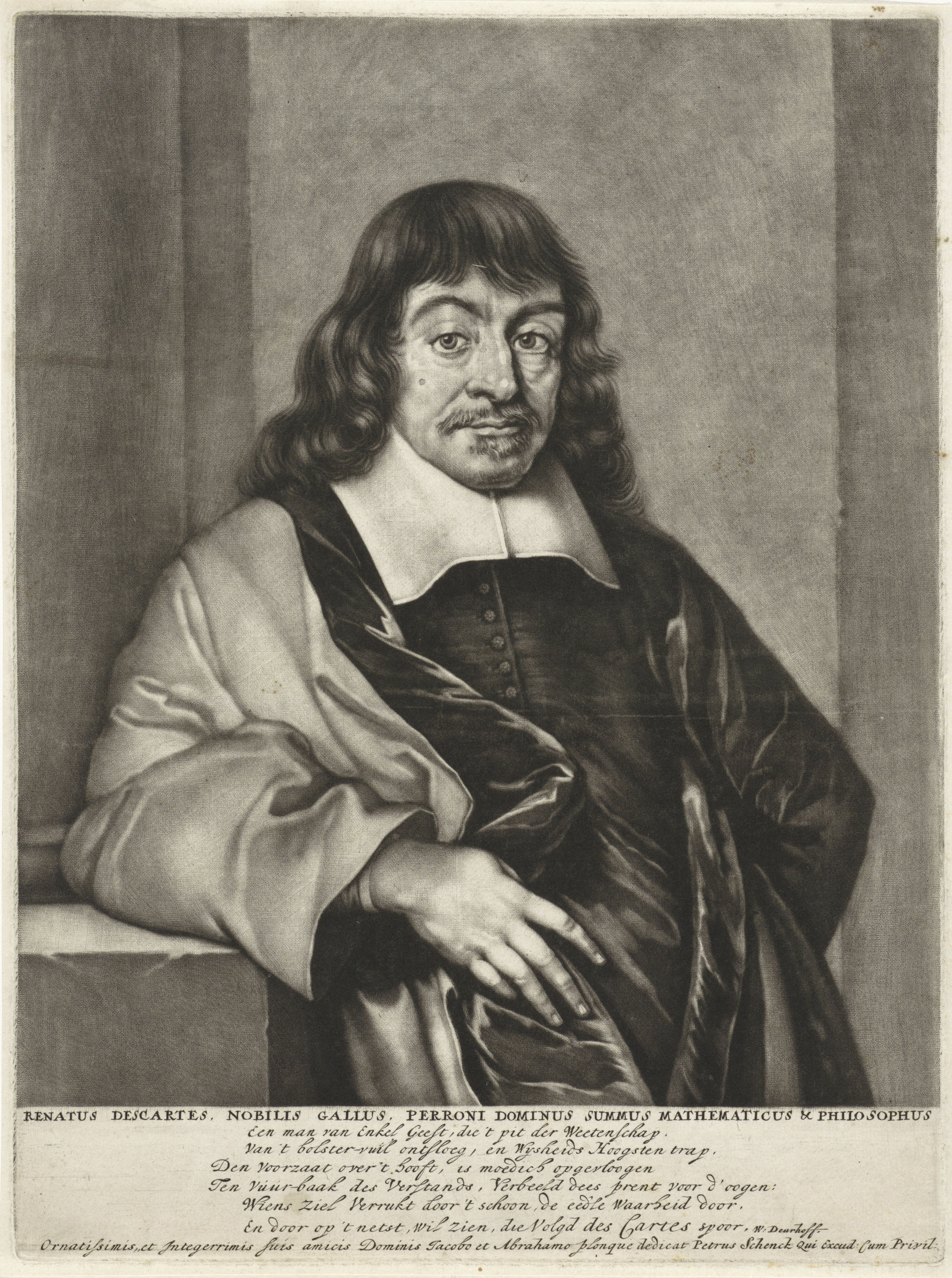
La doctrina de René Descartes (1596-1650) supone una vuelta a la visión dualista del ser humano.

Aunque la visión naturalista e integral del ser humano propia de Aristóteles se aproxima bastante a determinados planteamientos de la psicología moderna, su visión del mundo físico chocó frontalmente con el desarrollo de la física mecanicista durante el siglo XVII. En ese contexto, René Descartes (1596-1650) decidió desmarcarse del aristotelismo en general. Separó el «yo pensante» —res cogitans— de la materia o res extensa.

«Descartes quería que los lectores advirtieran que cuando hablaba de "yo" o "res cogitans" no estaba hablando del alma en el sentido aristotélico de la palabra, y por eso recurrió al empleo del término "mens", que se refiere únicamente al principio en virtud del cual pensamos, por oposición al de "anima", que se refiere al principio vital por el que nos nutrimos, crecemos y estamos sometidos a las demás funciones que compartimos con los animales. A partir de este momento, pues, lo opuesto a "alma" (anima, principio de vida) ya no será la ausencia de vida (lo inanimado), sino el cuerpo, que pasa a entenderse como un autómata. Se desarrolla entonces un nuevo discurso sobre la naturaleza humana y la mente (...), del que se ocupará la moderna psicología.»

Nace así un concepto de «mente» individual, que es «sujeto de acciones» (pensar, imaginar, percibir, etc.) y que se opone a la noción de «cuerpo». Al igual que en el platonismo, esto se plantea en un lenguaje espacial de «dentro» y «fuera». Desde el punto de vista epistemológico, el problema fundamental que se plantea es cómo la res cogitans puede acceder al conocimiento de la res extensa, dada la radical heterogeneidad y, a la vez, separación entre ambas. La solución propuesta por Descartes resulta a todas luces insatisfactoria: la mente solo puede conocer contenidos de la mente, es decir, «ideas» (que no provienen del «exterior», sino que están en la mente desde antes de nacer —son «innatas»—; lo único que debemos hacer es ir descubriéndolas). Su correspondencia con la «realidad exterior» queda garantizada por la «veracidad divina», y el punto de contacto entre ideas y realidad radicaría en la glándula pineal.
De esta manera, Descartes lega dos de los conceptos que serán fundamentales en la psicología moderna («mente» y «sujeto») acompañados de una problemática a la que diversas escuelas psicológicas tratarán de dar solución: la relación entre el «yo» y el mundo que le rodea.

### Empirismo

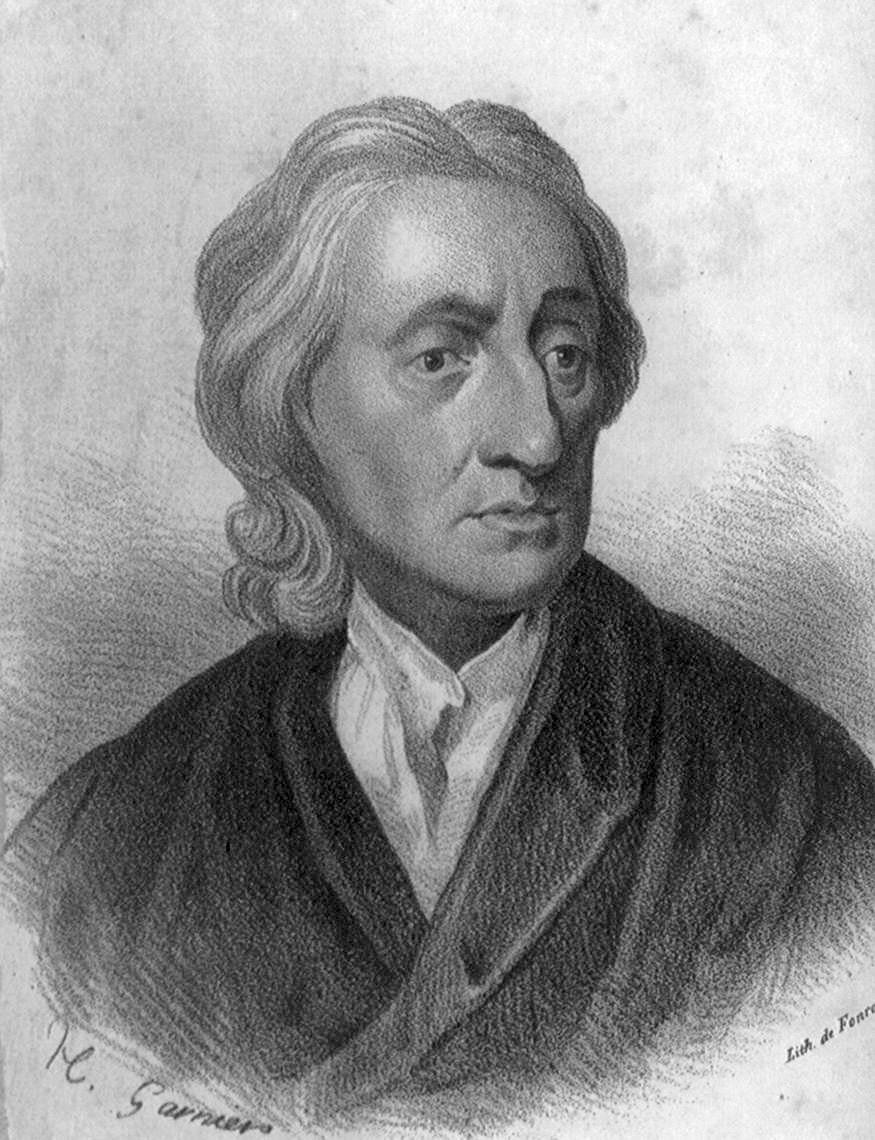
John Locke (1632-1704) rechaza las ideas innatas cartesianas.

Si en la filosofía aristotélico-tomista el hombre estaba integrado en la «realidad» y formaba parte de ella, con Descartes se extiende la idea de que la realidad es algo «externo» al sujeto, un ámbito distinto al que, de alguna forma, la mente debe acceder. Ya hemos visto que la mente, según Descartes, conoce ideas, que son de su misma naturaleza «inmaterial» pero, a la vez, presupone que son «representaciones» de la res extensa. La garantía de su «correspondencia» con la «realidad externa» no radicaría en una capacidad propia del intelecto (o en su caso, la mente) para aprehender la realidad, sino en una instancia extrínseca a la misma inteligencia, en este caso, la res infinita (Dios).
Esta solución no satisfizo al inglés John Locke (1632-1704). Alineado con la sensibilidad de su época, que se aparta cada vez más de la metafísica, pero sin apartarse del racionalismo, acepta el presupuesto de que la mente humana solo conoce ideas, pero rechaza que sean innatas, y propone que se adquieren con la experiencia, comenzando en la experiencia sensible, que sería a su juicio la que garantizaría el contacto con la realidad. La mente sería así una «tabula rasa» (como en Aristóteles), y sus contenidos serían el resultado de las combinaciones que se producen a partir de las sensaciones que nos llegan a través de los sentidos. Sin embargo, las capacidades de la mente (como la reflexión o la percepción), esas sí serían innatas.

### Institucionalización del término «psicología» en Alemania
Las ideas de Locke llegaron a Francia, unidas al entusiasmo que produjo la física de Newton. En Alemania, sin embargo, la sensibilidad era otra. Leibniz (1646-1716) rechazó la idea de que las ideas tuvieran una base en la experiencia sensible.

«Si la filosofía de Locke y de su principal seguidor, David Hume (1711-1776), contribuirán al desarrollo de una psicología empirista y asociacionista, el sistema de Leibniz sentará las bases de lo que será la psicología de habla germana, que caracterizaría la mente como actividad (frente a la pasividad defendida por las tradiciones más empiristas) y unidad (frente a la idea de mente como agregado de sensaciones).»

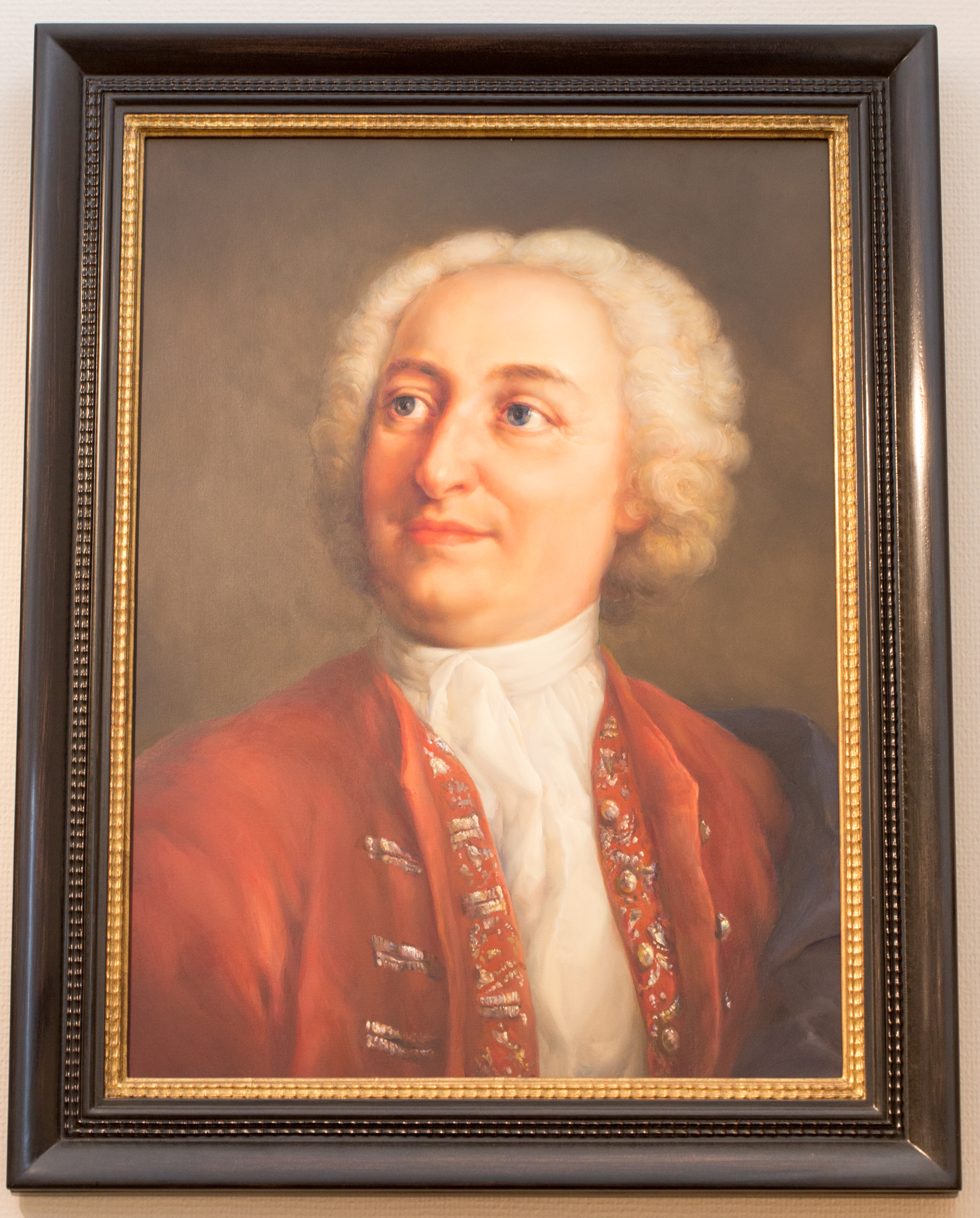
Christian Wolff (1679-1754) es el primer pensador que defiende la necesidad de someter los fenómenos psíquicos a tratamiento matemático.

En cualquier caso, influido por el Ensayo sobre el entendimiento humano de Locke, el discurso acerca del ser humano se va «psicologizando». En Alemania, el vocablo «psicología» se institucionaliza en el ámbito académico, trayendo consigo todo un esfuerzo por sistematizarlo a través de la docencia universitaria y de numerosas publicaciones. Cabe destacar a Christian Wolff (1679-1754) —más conocido por su obra metafísica como antecedente de Kant—, quien divide la psicología en dos partes: una racional, dedicada al conocimiento «a priori» de las cualidades de la mente humana, y otra empírica, que se ocupa del conocimiento «a posteriori» de la actividad de la mente a través de la observación. En su libro Psicología empírica (1732) propone la necesidad de someter los fenómenos psíquicos a tratamiento matemático, introduciendo el término de «psicometría» por primera vez.

### Primeros pasos del asociacionismo

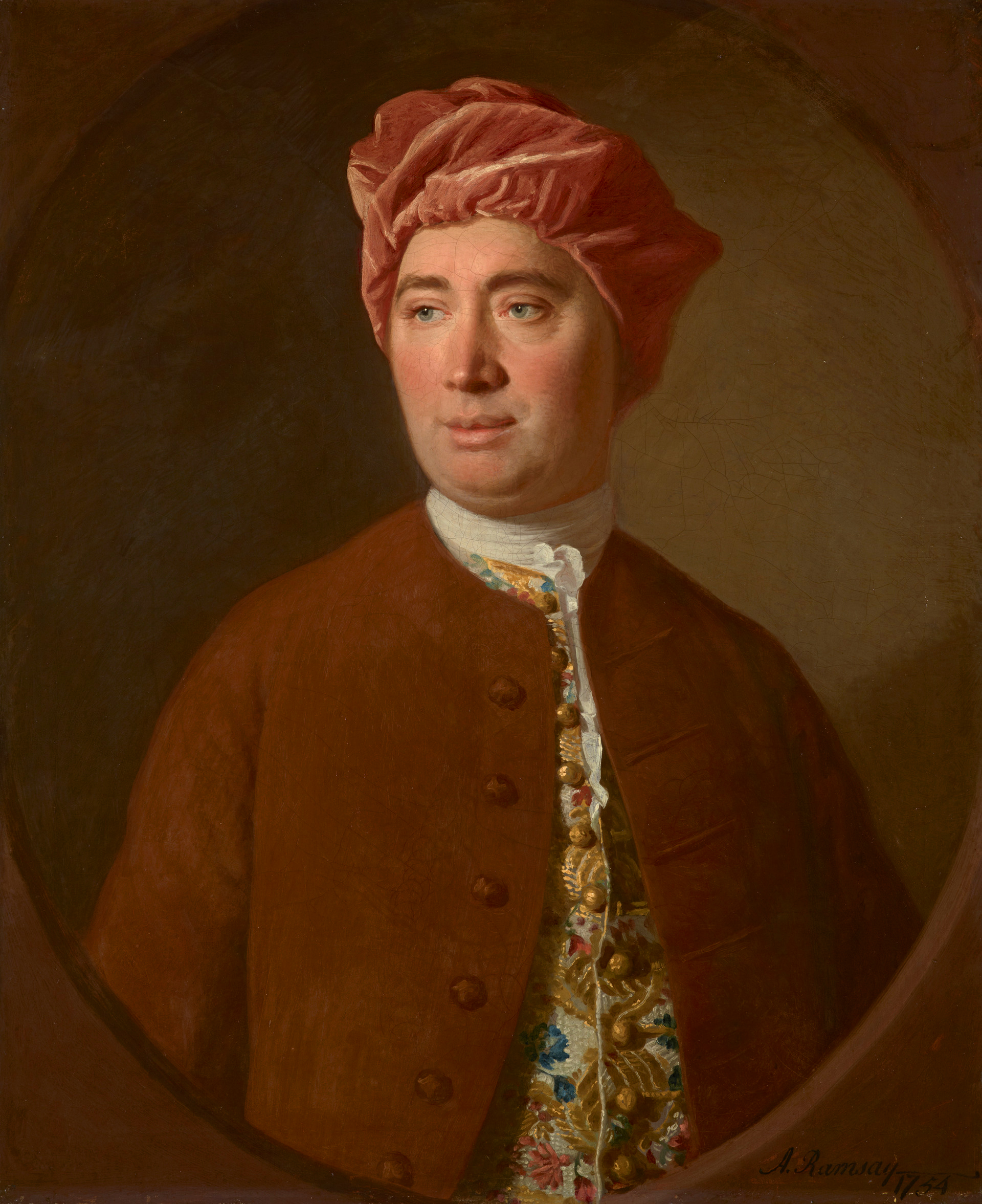
David Hume (1711-1772) es el padre del asociacionismo moderno.

Siguiendo la estela de Locke y de su seguidor más inmediato, el irlandés George Berkeley, David Hume (Escocia, 1711-1776) parte de la experiencia de los sentidos para explicar el conocimiento humano, pero defiende que las «impresiones» sensibles son los únicos contenidos genuinos de la mente, y que las ideas no son sino el fruto de la «asociación» de impresiones. De aquí se deriva una concepción pasiva y mecanicista de la razón. Junto con esta idea, será el primero en proponer unas leyes psicológicas —la ley de la semejanza y la ley de la contigüidad— que, de modo semejante a las leyes de Newton en la física, vendrían a describir ese proceso de formación de las ideas complejas.
El asociacionismo conocerá su continuidad en autores británicos como David Hartley (1705-1757) y Thomas Brown (1778-1820). Este último procuró dar un tratamiento empírico a la cuestión de las conexiones mentales y emprendió el análisis de los múltiples factores que determinan el curso de la asociación enunciando sus famosas «leyes secundarias», según las cuales la vida psíquica no es una simple concatenación de datos de los sentidos, sino que lo que la caracteriza es la capacidad de captar relaciones. Sus aportaciones hicieron posible el desarrollo posterior del asociacionismo con Herbert Spencer, Alexander Bain y James Mill.
En Alemania, podemos destacar a Herbart (1776-1841), que sistematizará la doctrina del asociacionismo y construirá una psicología racional basada en una «mecánica de la conciencia». Una de las principales aportaciones de Herbart se dio en el campo de la psicofísica, al proponer la existencia de un umbral mínimo para los estímulos, término que designa la mínima intensidad que un estímulo debe tener para ser perceptible. Sus ideas fueron la base de los estudios de Ernst Heinrich Weber (1795–1878), médico alemán cuyas investigaciones sobre la sensación y el tacto, junto con su énfasis en las buenas técnicas experimentales dieron paso a nuevas direcciones y áreas de estudio de psicólogos, fisiólogos y anatomistas posteriores, por lo que se le considera como uno de los fundadores de la psicología experimental.
Si bien la línea clásica de la teoría asociacionista ha sido discutida, el asociacionismo inspiró gran parte de los trabajos iniciales de Pierre Janet, Sigmund Freud y Carl Gustav Jung; perfiló los primeros trabajos sobre las respuestas condicionadas; y guio los estudios experimentales sobre la memoria de Hermann Ebbinghaus, y los efectuados sobre el aprendizaje por Edward Thorndike, sirviendo de base a la teorías conductistas.

### Delimitación de la psicología como ciencia humana empírica

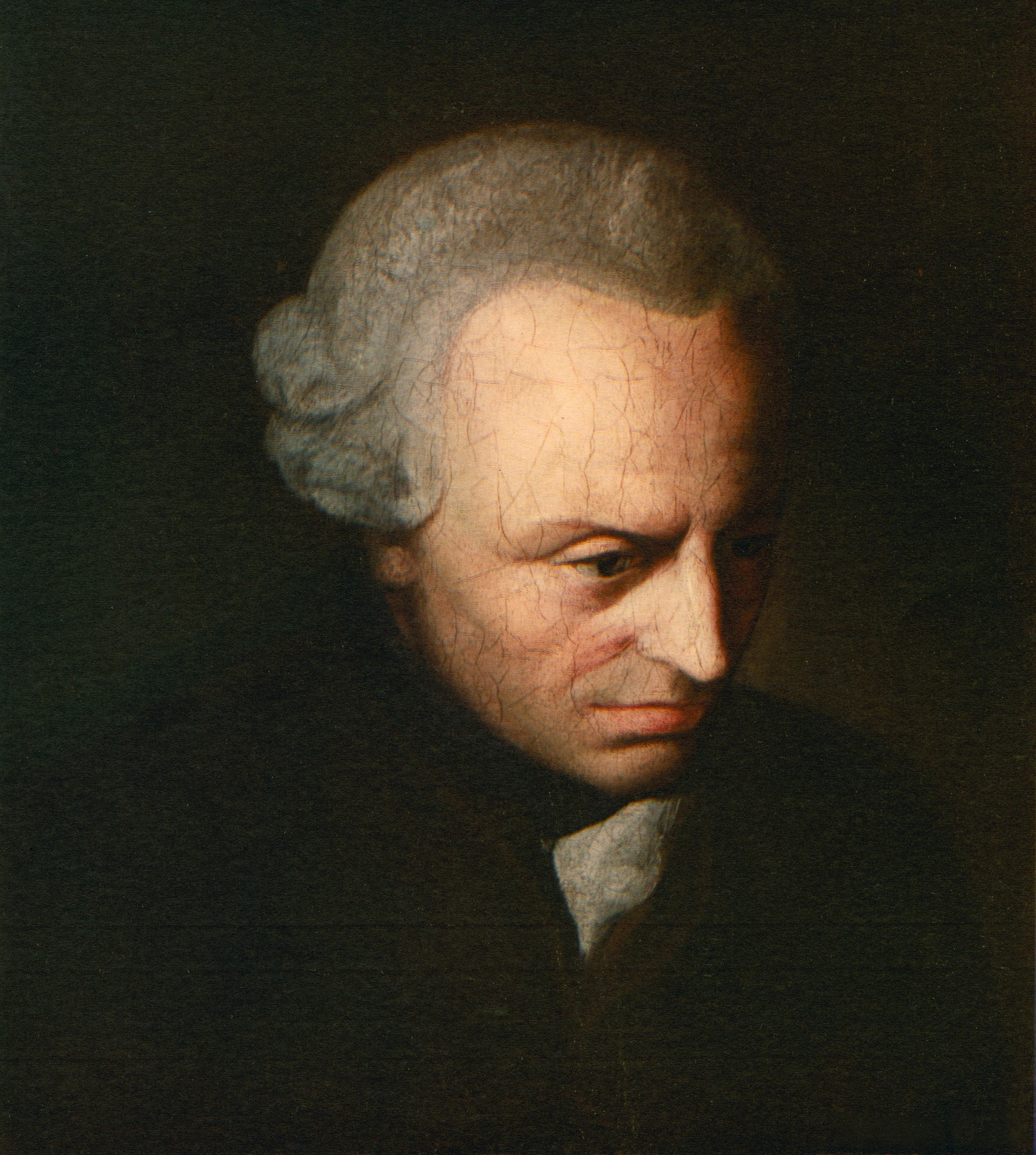
Inmanuel Kant (1724-1804) propone la creación de una ciencia que se ocupe de los «fenómenos del sentido interno», al igual que la física se ocupa de los «fenómenos del sentido externo».

Hemos visto como el empirismo partía de los sentidos para explicar el conocimiento humano, y la propuesta de Wolff para una psicología empírica. En este debate irrumpe Inmanuel Kant. Kant sigue la propuesta de Wolff pero incorporando los aportes de Hume, dando lugar a una sistematización integradora y nueva a la vez. Su trabajo va en la línea de separar definitivamente la psicología de la metafísica. Para ello, decide poner límites a la ciencia racional, y propone que el «Yo trascendental» (sustancia psíquica y soporte último de la actividad mental humana) no puede tomarse «en sí mismo» como objeto de estudio de la razón (resulta interesante resaltar que Wundt acepta y profundiza en las limitaciones impuestas por Kant a la ciencia en lo que se refiere al «Yo trascendental»). 
Serán, pues, los «fenómenos» psíquicos (y no su «estrato subyacente») los que pueden ser estudiados por una ciencia que —al igual que la física se ocupa de los «fenómenos del sentido externo»— se ocuparía de los «fenómenos del sentido interno».
En Los primeros principios metafísicos de la ciencia de la naturaleza (1786), Kant distingue dos ramas dentro de las ciencias empíricas: las ciencias «históricas» (que describen la realidad) y las propiamente «científicas» (que buscan explicaciones causales, recurriendo a leyes matemáticas, entre otros medios). Dado que estima que el método propio de la psicología es la introspección, niega que esta ciencia pueda estar entre las segundas —a diferencia de lo que pensó Wolff—.

### La psicología de los pueblos oVölkerpsychologie

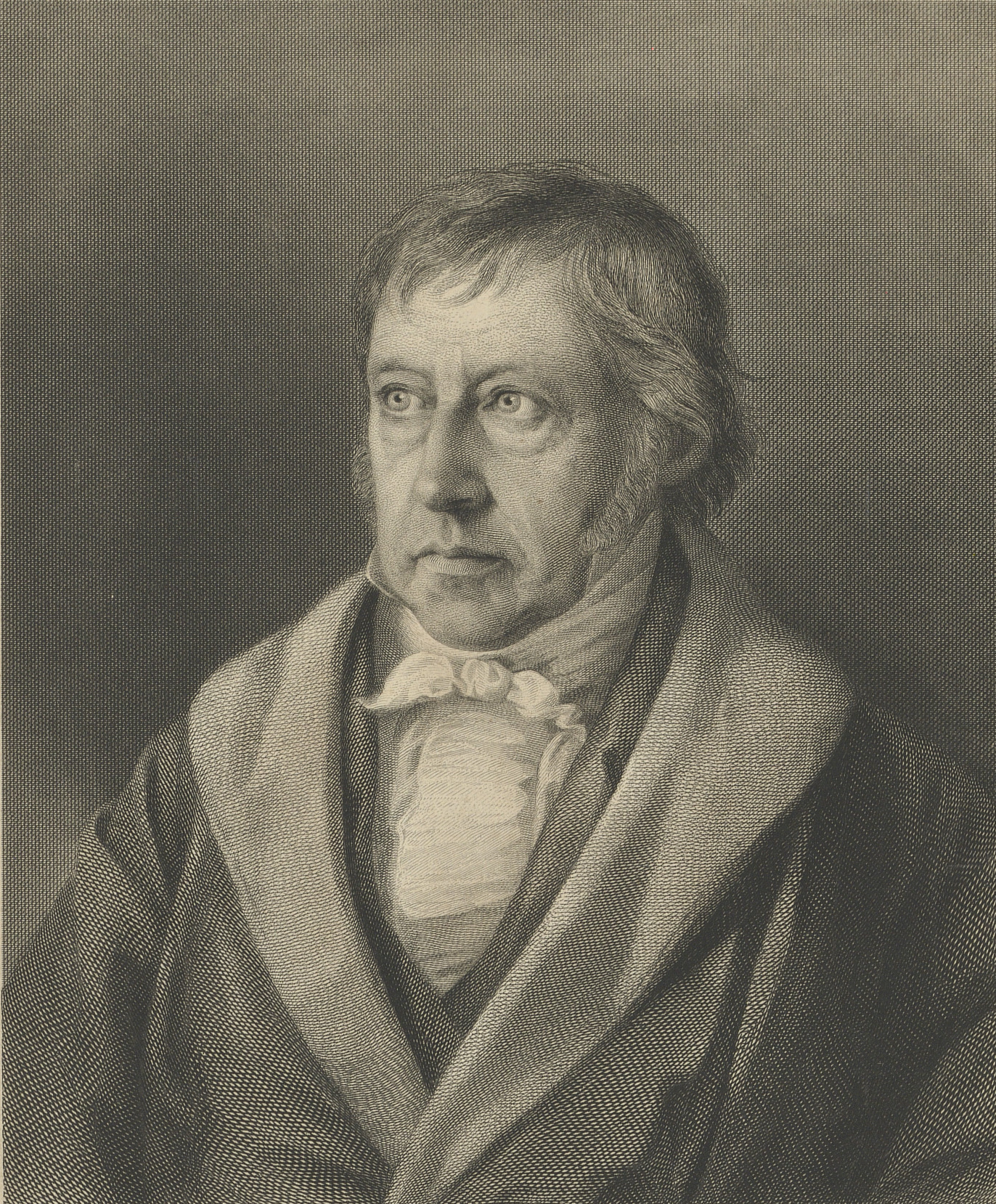
La doctrina del Espíritu Absoluto de G.W.F. Hegel (1770-1831) influirá en la Psicología de los Pueblos de Wundt, pero esta línea de pensamiento no tendrá continuidad en la psicología posterior.

El Romanticismo traerá consigo una reconsideración de la idea de «naturaleza humana» —iniciada ya en la Ilustración—, empapada de las connotaciones de un supuesto estado natural de inocencia originaria (fruto del contacto con otras civilizaciones, como resultado de los descubrimientos que se fueron produciendo a lo largo de los siglos anteriores y debidamente tematizada en el Emilio de Rousseau), que se contraponía a la artificial cultura de la Europa civilizada. Pero, en contra del racionalismo ilustrado, se va abriendo paso la idea de que el mundo y la naturaleza son una expresión del Geist (espíritu), desde una perspectiva que tiende al panteísmo (presente ya, por otro lado, en algunos autores de la Grecia clásica). Paralelamente, se va desarrollando una nueva filosofía de la naturaleza de corte más organicista, que acabará desembocando en la propuesta de Darwin (El origen de las especies, 1859); bien puede decirse que «las teorías psicológicas, desde finales del siglo XIX ya no han podido elaborarse a espaldas del evolucionismo». Pero antes de que eso ocurra, debemos destacar el aporte de Hegel.
Friedrich Hegel (1770-1831) llevará la doctrina del Geist al extremo, defendiendo que la única realidad existente es el Espíritu Absoluto, que además se identifica (o es inmanente) con el universo. Este tiene un desarrollo histórico, según el cual, los diversos acontecimientos de la historia humana no son sino momentos o manifestaciones del proceso de desarrollo del Espíritu subyacente. Esta visión tendrá una influencia extraordinaria en todo el desarrollo posterior de las ciencias humanas hasta nuestros días. Entre otras cosas, Hegel inspiró la propuesta revolucionaria de Karl Marx, quien sustituyó el concepto de «Espíritu Absoluto» por el de «materia», pero siguiendo una lógica histórica similar.

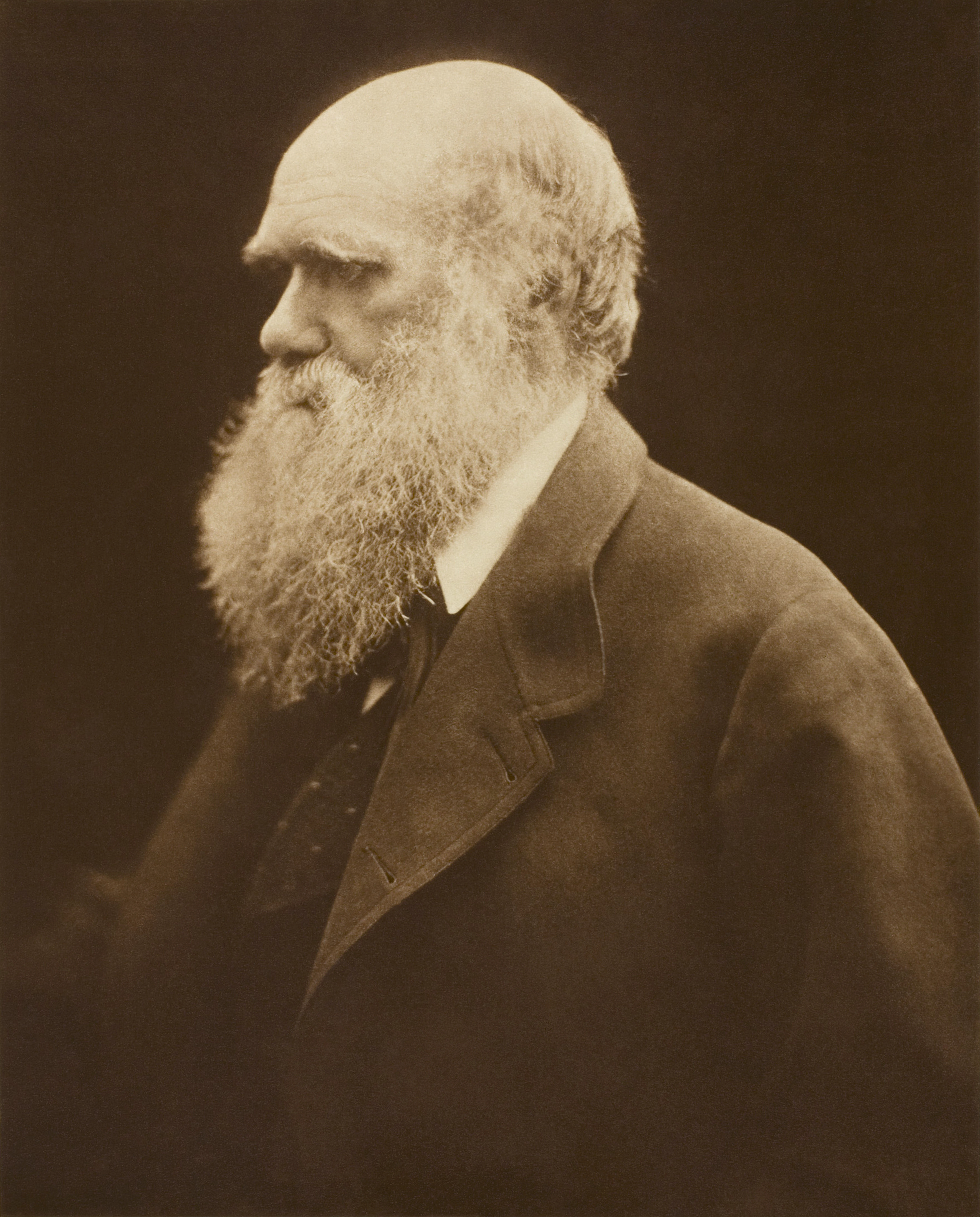
Charles Darwin (1809-1882) entiende que la conducta de los seres vivos está sujeta a las leyes de la selección natural, igual que los rasgos biológicos.

Para Hegel la psicología debe abordar al espíritu libre de las condiciones fenomenológicas y materiales (de modo similar a la «psicología racional» wolffiana, y rechazando su «psicología empírica»), lo cual lo aparta del camino de desarrollar una psicología que parta de los hechos de la experiencia empírica. Pero, si posteriormente esta idea no tendrá continuidad (al menos en la psicología), la idea de desarrollar una «psicología de los pueblos» que aborde el estudio de la «consciencia colectiva» será una constante en las ciencias humanas. 
De hecho, el proyecto de Wilhelm Wundt, con quien arranca definitivamente la institucionalización de la psicología como ciencia experimental, se divide en dos partes:
- La primera, el desarrollo de la Psicología Experimental como disciplina para abordar una parte de los fenómenos psicológicos (sus bases y procesos fisiológicos y parte de los contenidos psicológicos) usando el método experimental.
- La segunda, el desarrollo de la Völkerpsychologie[a] o Psicología de los Pueblos, que se ocuparía de las formaciones psíquicas complejas (actividades y productos psíquicos) usando una metodología histórico-comparada. Aunque esta parte de su proyecto sigue la propuesta hegeliana, se separa totalmente de ella en lo que se refiere a la metodología para abordarla.[1][24]

La creación del primer laboratorio de psicología experimental en la ciudad de Leipzig en 1879, no fue sino un paso decisivo en el desarrollo de la primera parte.

## Comienzo de la psicología experimental

### Estudios fisiológicos de la percepción

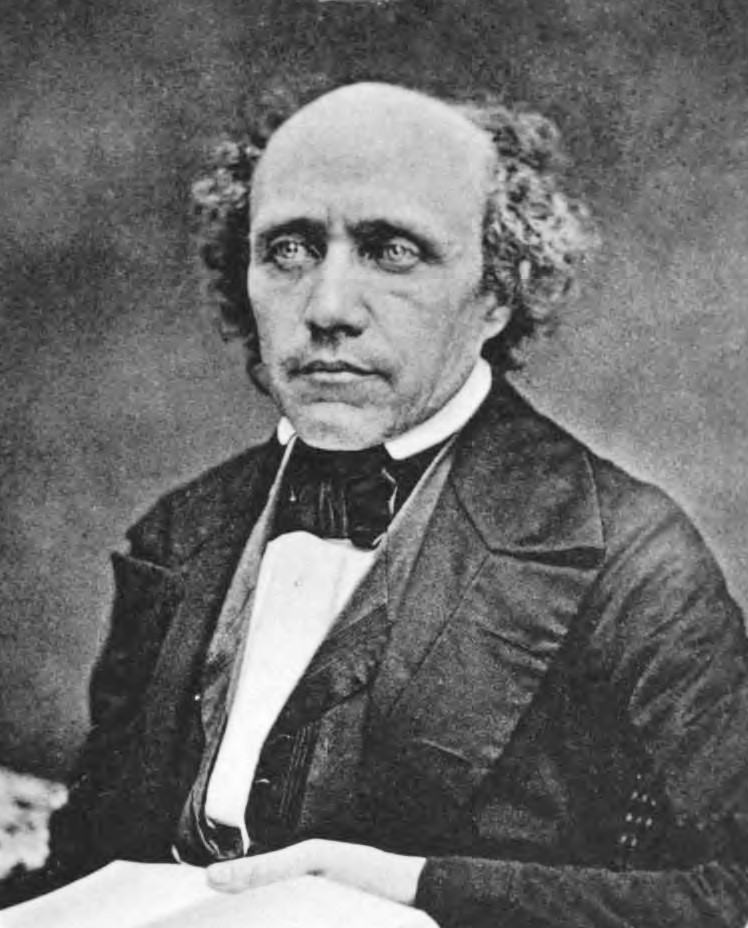
Físico de formación, los estudios fisiológicos de Gustav Fechner (1801-1887) serán el punto de partida de la psicología científica de Wundt.

Como un aspecto de la psicología en cuanto análisis experimental de los fenómenos de conciencia puede entenderse, sin duda alguna, el empeño de medir las sensaciones. Esta faceta de la psicología experimental, cuyo estudio persiste hasta nuestros días, tuvo lugar en la llamada psicofísica y en la psicofisiología del siglo XIX. Los autores más relevantes de este movimiento son, como corresponde al siglo, fisiólogos antes de psicólogos: Weber, Fechner y Helmholtz son los principales representantes (psicología fisiológica).
Ernst Heinrich Weber, quien fundamentalmente era fisiólogo, trabaja con los sentidos de la vista y el tacto y emplea el tradicional concepto de umbral; para estructurar de un modo científico estas experiencias, se vio obligado a estudiar también las condiciones psicológicas indispensables para asegurar la homogeneidad de los datos. Gustav Theodor Fechner, que no era fisiólogo sino físico, realiza su trabajo con base en la teoría weberiana. Con su maestro y dentro del campo concreto de la psicofísica intenta unir y relacionar los fenómenos mentales (psico) y los fenómenos corporales (física). Es decir, intenta ver la relación entre las llamadas tradicionalmente «energías psíquicas» y «energías físicas». Describe la relatividad de los fenómenos sensoriales. Y concluye con que la acción de los estímulos no es absoluta sino relativa. Sobre esta base sistematizará Wundt su psicología científica. Siguiendo esta directriz, Hermann von Helmholtz sistematiza los conocimientos psicofisiológicos de las sensaciones auditivas y ópticas, basando su estudio en la sensación como primicia de expresión del acontecimiento psíquico.

### Hacia una psicología de la conciencia

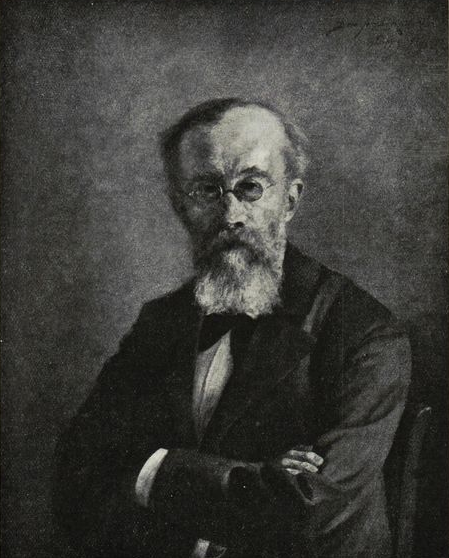
Aunque habían pasado casi dos siglos desde que se hablara por primera vez de la necesidad de una ciencia empírica sobre los fenómenos de la mente, es a Wilhelm Wundt (1832-1920) a quien corresponde el mérito de haber dado el paso definitivo y haber creado un laboratorio de Psicología experimental, punto de arranque de la Psicología contemporánea.

Gracias al enorme desarrollo de las ciencias naturales y a la aparición del método científico-experimental —que se separa del método científico-filosófico—, en la primera mitad del siglo XIX se va perfilando una concepción de «lo psíquico» como un conjunto de fenómenos peculiares —los contenidos de la conciencia— que se supone que podrían ser observados y estudiados usando el método empírico y experimental. De esta manera, las cuestiones generales relacionadas con el «sujeto en sí» (la naturaleza humana) dejan de ser un problema prioritario para la nueva psicología.
Con el primer laboratorio de psicología experimental de Wilhelm Wundt, fundado en 1879 en la Universidad de Leipzig, la psicología comienza oficialmente su andadura propiamente científico-experimental. Sus antecedentes más próximos están en la psicofisiología. De hecho, los primeros psicólogos experimentales eran fisiólogos. 
En sus estudios sobre la sensación y percepción, Wundt basa su análisis científico en tres principios experimentales: el principio de artificiosidad, que consiste en el poder de provocar la aparición del proceso que se trata de estudiar mediante circunstancias establecidas con anterioridad; el principio de verificabilidad de condiciones, y el principio de repetibilidad por el que cada resultado obtenido debe someterse a una revisión repitiendo las investigaciones y las condiciones en que se realizó el primer experimento. Así se introduce en líneas generales el método experimental. Pero Wundt interpreta lo psíquico y lo físico simplemente como dos maneras diferentes de referirse a una misma realidad; así, pues, todo fenómeno pertenece tanto a la psicología como a la física, y no distingue los fenómenos que, aun teniendo repercusión física, son, sin embargo, algo más.
Para Wundt, el fenómeno psíquico, lo anímico, tiene carácter de proceso; es decir, los contenidos de conciencia nunca son objetos constantes, sino fenómenos fugaces, que continuamente se suceden unos a otros. Por tanto, y esto es lo importante, es imposible una observación exacta no fundada en la experiencia; es, en consecuencia, absolutamente necesario un método experimental. Lo importante no es conocer lo que el fenómeno sea en sí, sino «prever» el comportamiento de los fenómenos; verificar hechos y comprobar leyes. Todos los contenidos de conciencia están compuestos de unidades elementales: sensaciones y percepciones. Con esta restricción del campo de la conciencia (quedan excluidos otros diversos datos y elementos), Wundt basará su psicología en un estudio casi exclusivo sobre la sensación y la percepción y los problemas más directamente suscitados por estos «elementos de conciencia».

## Estructuralismo, funcionalismo y pragmatismo

### Introspección y estructura de la mente

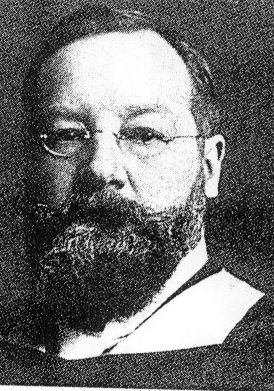
Discípulo de Wundt, Edward Titchener (1867-1927) introdujo el método experimental en la psicología americana, pero con un enfoque distinto al de su maestro. El «estructuralismo» trata de reconstruir los fenómenos de la mente partiendo del estudio de sus supuestos componentes elementales.

El estudio de los fenómenos físicos y fisiológicos correlativos con los hechos psíquicos pronto se vio desplazado por la aplicación de la introspección al método experimental. 
Wundt había defendido que los fenómenos complejos de la mente tenían un carácter holista, y que no podían reducirse a la simple suma de sus elementos constitutivos.
Edward Titchener rechazó la perspectiva totalizadora de la psicología de Wundt y prefirió centrarse en el estudio de las sensaciones, como base para reconstruir e inferir la estructura mental. Partía del supuesto de que los fenómenos complejos podían descomponerse en sus «átomos» o elementos constitutivos.
El método adecuado a la psicología era, por tanto, un análisis y posterior síntesis (al modo cartesiano) basado en la introspección, entendida esta como técnica que permitía la descripción de las sensaciones simples por parte del sujeto experimental mientras realizaba una tarea en condiciones controladas.

### Escuela de Wurzburgo
Oswald Külpe (1862-1915), discípulo y ayudante de Wundt, presenta como medio de investigación la introspección y demuestra que es posible el estudio de los procesos psíquicos superiores de forma empírica. Para este autor el método de la introspección es fundamental para la Psicología, hasta el punto de que constituye el instrumento principal para el estudio de la naturaleza humana; sin él la psicología sería puramente fisiológica, y en ella se estudiarían las estructuras y funciones aisladas de la conciencia o se convertiría en física. Por ello propugna que la introspección tiene que transformarse en un verdadero instrumento científico; es decir, tiene que ser sistemática y controlada.
Él y sus discípulos —la llamada escuela de Wurzburgo, que incluye, entre otros, a Narziss Kaspar Ach, August Wilhelm Messer, Karl Bühler, Karl Marbe—, trataron de confirmar estos criterios logrando una fenomenología de la vida psíquica. A través de la teoría del pensamiento sin imágenes o de los estudios sobre la volición se llegó a la investigación de los niveles superiores del psiquismo, en un grado tal, que, como señala Juan José López Ibor, la influencia de la escuela de Wurzburgo ha sido decisiva en la evolución posterior de la psicología. Su interés por la psicología del pensamiento y el decidido afán de orientar la investigación psicológica hacia esferas de la vida consciente distintas de las sensaciones e imágenes tienen un valor de indudable interés.

### Funcionalismo

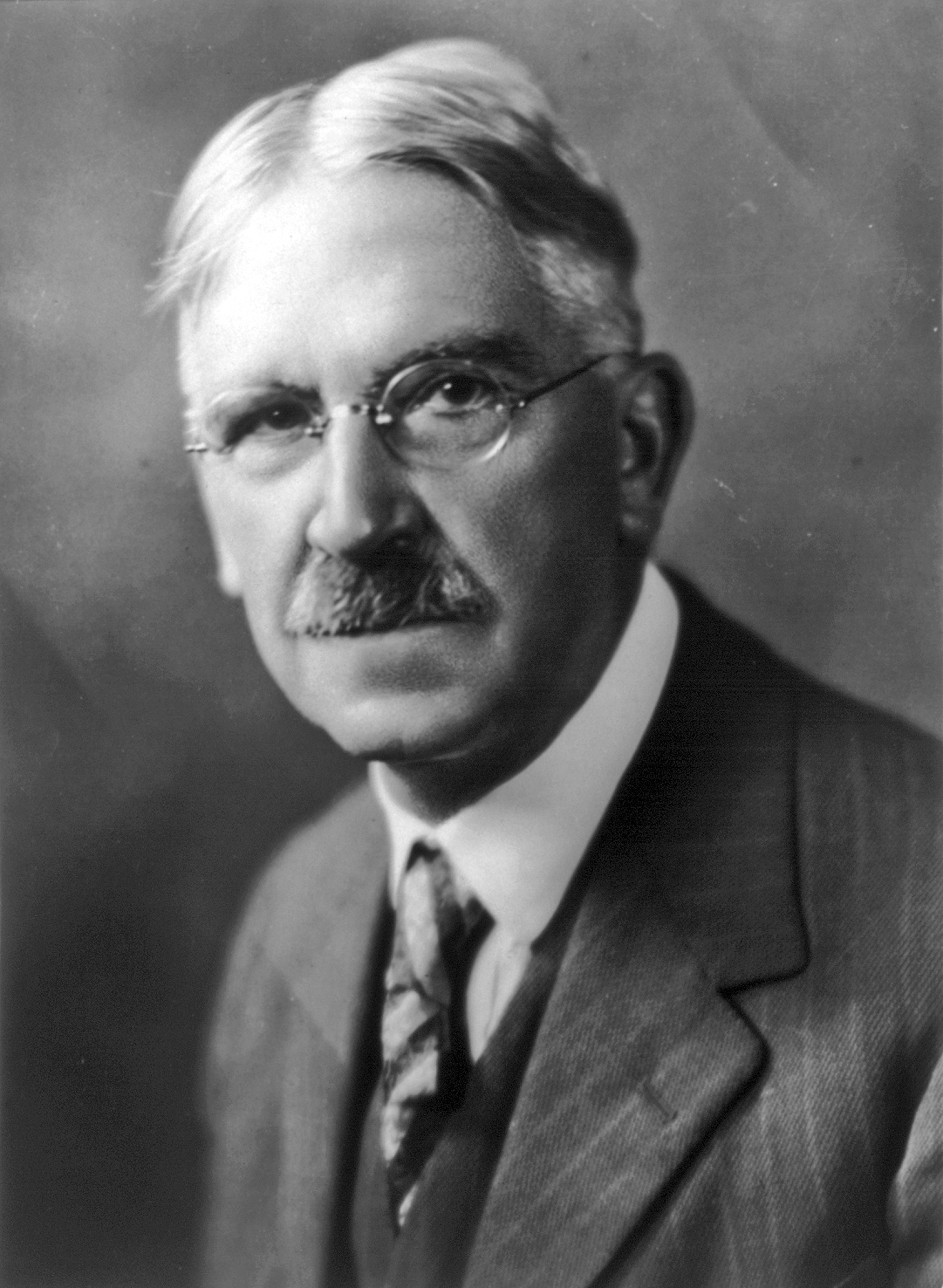
John Dewey (1859-1952) es el padre del pragmatismo y máximo exponente del funcionalismo. Rechaza el afán por conocer cómo se estructura la mente, y en su lugar, propone preocuparse más bien por cómo funciona.

La psicología norteamericana, más pragmática, tomó distancia de la europea. Sin abandonar la introspección, decidió aplicar esta a las funciones y propósitos de la mente, en lugar de a sus contenidos (estructuralismo). 
El funcionalismo es considerada como la primera escuela psicológica norteamericana, con John Dewey como uno de sus máximos exponentes. Dewey publicó un artículo sobre el concepto de arco reflejo en el que hacía una crítica demoledora a las posturas de Wundt y Titchener. El funcionalismo integra los aportes de posturas como la teoría de la evolución de Darwin, los estudios de las diferencias individuales de Galton o la psicología del acto de Franz Brentano.
Dentro de la corriente funcionalista podemos situar también al alemán Ebbinghaus y sus estudios pioneros sobre la memoria. Ebbinghaus buscó el establecimiento de leyes cuantitativas del rendimiento de los sujetos, e ideó las curvas de aprendizaje para estudiar la memoria como una función del pensamiento, independientemente de sus contenidos estructurales. 

«En su afán por Establecer una psicología útil y práctica el funcionalismo, que era mentalista, emprendió el estudio de la vida mental en una trayectoria que empezaría por el estudio introspectivo de la actividad mental y culminaría en el estudio de la actividad solo como conducta manifiesta.» González Labra (2019), p. 7.

Esa línea es la que acabaría desembocando en el nacimiento del conductismo.

### William James y el pragmatismo

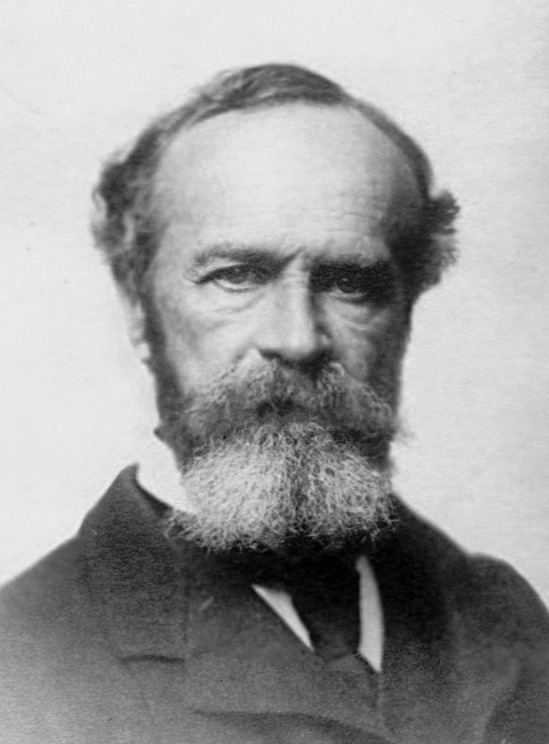
William James (1842-1910) había estudiado medicina y no tenía conocimientos previos de psicología cuando se interesó por esta ciencia. Propone elaborar una psicología científica partiendo del estudio de las funciones neurológicas y su carácter adaptativo acorde con la teoría de Darwin.

William James nació en Nueva York en 1842. Médico de formación, sus intereses filosóficos le llevaron por un camino distinto al de la medicina, no llegando nunca a ejercer esta profesión. Como confesó él mismo, "estudié medicina para ser fisiólogo, pero me desvié hacia la psicología y la filosofía por una especie de fatalidad. Nunca recibí ninguna instrucción filosófica; la primera conferencia sobre psicología que escuché fue la primera que di".
Conocido en el ámbito anglosajón como "El padre de la psicología", James fue autor del libro The Principles of Psychology (1890), en el que expone toda una serie de tesis acerca del psiquismo humano que, aún en la actualidad, siguen siendo fuente de investigación. En esta obra, trata de aunar las aportaciones de Darwin sobre la función adaptativa de la conducta y los avances en el estudio del sistema nervioso (no olvidemos que dos años antes había visto la luz la Teoría Neuronal de Ramón y Cajal) para poner los conocimientos de una psicología científica, afín a otras ciencias naturales.
Partiendo de posturas empiristas, defiende que la psicología no debe buscar tanto llegar a verdades absolutas como satisfacer necesidades. Se sitúa, pues, en la misma línea que John Dewey, a quien se considera padre del pragmatismo. 
James propuso una teoría psicofisiológica de las emociones -conocida como teoría de James-Lange-, que trata de explicar el comportamiento emocional como derivado de las respuestas fisiológicas que el sistema nervioso autónomo produce ante las experiencias y estímulos ambientales. Así, sería a partir de fenómenos como la tensión muscular, el lagrimeo o la aceleración cardio-respiratoria, como el psiquismo crea las emociones. Es famosa su frase: "estamos tristes porque lloramos, y no al revés".

## Psicología diferencial
Dentro de la historia de la psicología, no puede dejar de hacerse referencia a la Psicología diferencial (actualmente denominada Psicología de las Diferencias Individuales). Esta rama de la psicología tiene un origen independiente y un desarrollo paralelo a la psicología general, ya que mientras ésta trata de establecer lo que tienen en común los seres humanos desde el punto de vista conductual y cognitivo, la psicología diferencial se centra precisamente en lo que nos diferencia a unos individuos de otros. Esta disciplina dará lugar al desarrollo de la psicometría y a la elaboración de conceptos fundamentales como el de cociente intelectual.

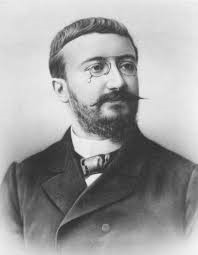
Se puede decir que Alfred Binet (1857-1911), iniciador del movimiento de los tests psicológicos, «humanizó» la Psicología diferencial, aplicándola a los ámbitos educativo y clínico.

El origen de la psicología diferencial es controvertido, por cuanto en sus inicios (ligados al nombre de Francis Galton, primo de Darwin y uno de los padres de la eugenesia) tenía como finalidad la medida de la inteligencia a través de instrumentos estadísticos para declarar el origen genético de la misma y la pretendida superioridad de determinados grupos sociales sobre otros, lo cual se tradujo en políticas sociales muy polémicas. Galton fue uno de los primeros defensores de la «herencia pura» regida solamente por la selección.
No obstante, el desarrollo posterior irá alejando a la psicología diferencial de sus postulados iniciales, gracias -entre otros- a autores como Alfred Binet (padre de los tests psicológicos), dando lugar a una disciplina fructífera con múltiples aplicaciones en los ámbitos clínico, terapéutico y educativo. 
También se irá produciendo un acercamiento cada vez mayor entre la psicología general y la psicología de las diferencias individuales. Los mismos instrumentos estadísticos que idearon Galton y sus discípulos (como Karl Pearson), han sido y son ampliamente utilizados en la investigación y evaluación psicológica. 
No obstante, la autonomía de ambas disciplinas se mantiene: así, mientras la psicología general usa el método experimental, con base en el paradigma E-R (estímulo-respuesta) o E-O-R (Estímulo-Organismo-Respuesta), la psicología diferencial usa principalmente el método correlacional, y se basa en el paradigma O-E-R (Organismo-Estímulo-Respuesta) propuesto por Thurstone en 1923.
La psicología diferencial centra sus estudios en dos ámbitos: las diferencias individuales en inteligencia, y las diferencias individuales en personalidad.

## Terapia psicoanalítica

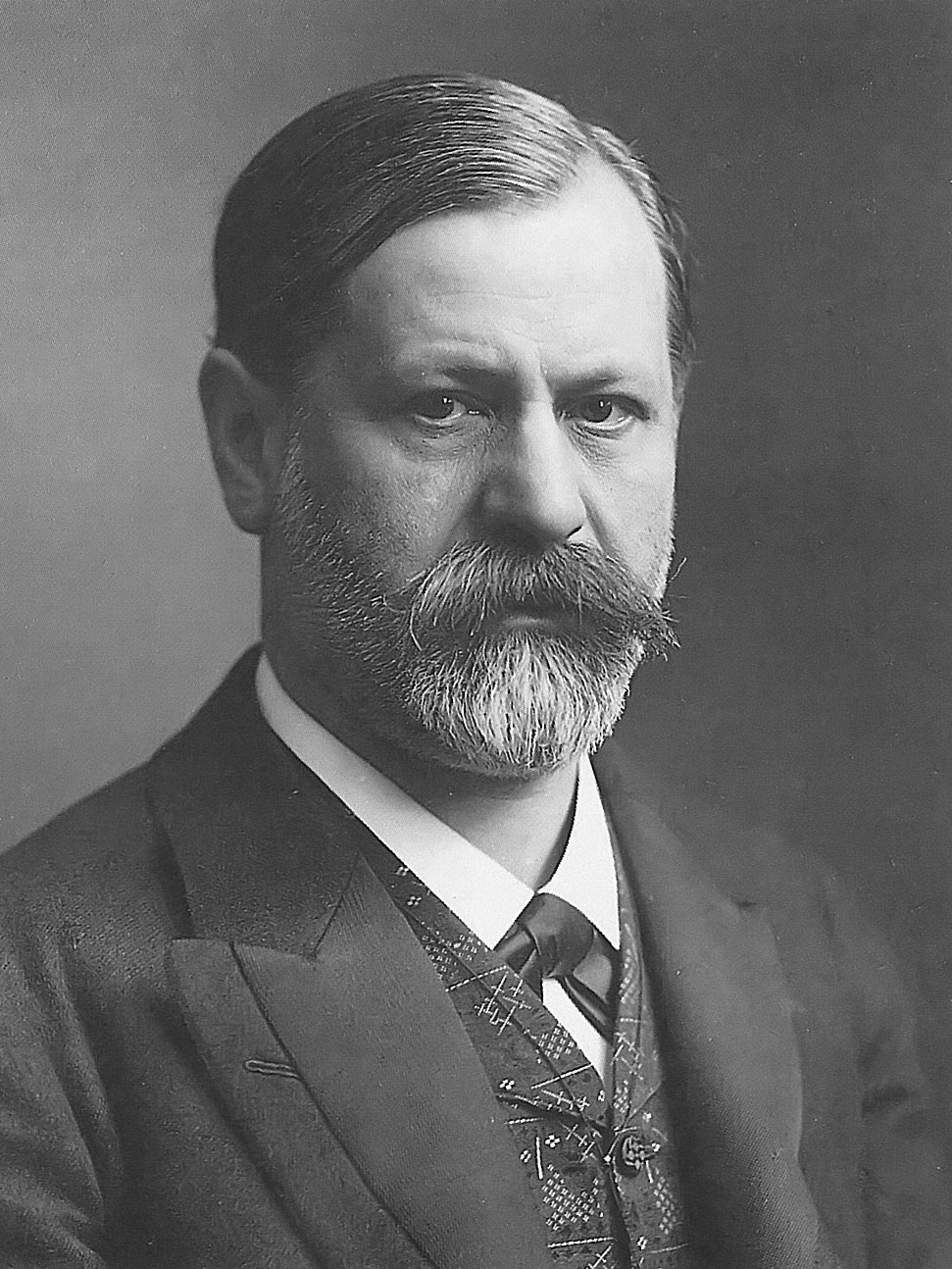
Sigmund Freud (1856-1939), médico de profesión, defiende el estudio del psiquismo desde un enfoque organicista y dinámico basado en las pulsiones. Contaba con una amplia experiencia clínica, sin embargo, no diseñó ningún experimento para contrastar su modelo —cuya certeza asumía—, por lo que la relación de su doctrina con la ciencia posterior ha sido controvertida.

El psicoanálisis fue fundado por Sigmund Freud. Freud, médico de profesión, parte de los aportes de la psicología fisiológica (de corte asociacionista), y echa mano de diversas técnicas como la hipnósis para tratar a sus pacientes psiquiátricos en la consulta, pero ante la falta de resultados satisfactorios, emprendió una búsqueda del origen de los trastornos mentales, suponiendo que la clarificación psicogenética de los mismos le ayudaría a encontrar tratamientos adecuados. 
Freud fue alumno de Jean Martin Charcot, lo que le posibilitó familiarizarse con el uso de la hipnosis para intervenir en los síntomas de la histeria. Esto le hizo pensar que este trastorno tenía una etiología psicológica y no simplemente orgánica. 
Más tarde, en colaboración con el fisiólogo Joseph Breuer, Freud aplicó el método catártico descubierto por aquel, y poco a poco iría transformándolo hasta configurar el método propio del psicoanálisis. 
Después de varios años de experiencia clínica, Freud propuso que los síntomas neuróticos eran originados por traumas vividos en el pasado y reprimidos en el inconsciente por ser inaceptables para la moral social del «Yo». Freud elaboró su teoría en torno al concepto de «libido» —que, al contrario de lo que se pensaba entonces de modo generalizado, él sostuvo que también tenía manifestaciones en la niñez— y a la idea de que esos traumas eran sucesos de naturaleza sexual pertenecientes a la infancia temprana. Para explicar esto, desarrolló una serie de conceptos recurriendo a la terminología de la mitología griega clásica, el más célebre de los cuales posiblemente sea el de «complejo de Edipo». De esta manera, siguiendo la «catarsis breueriana», trataba de reproducir los procesos psíquicos de la situación en la que se adquirieron los síntomas neuróticos, con la suposición de que trayéndolos al «consciente» desde el «subconsciente» se lograba que remitieran. Posteriormente, Freud abandonaría la hipnosis, así como la focalización sobre un problema determinado, dado que no obtuvo los resultados esperados.
Algunos autores consideran que el verdadero acto fundador del psicoanálisis se produce en 1897, cuando Freud (tras la muerte de su padre) decide aplicarse a sí mismo los métodos usados hasta el momento en su experiencia clínica para reconstruir y analizar de modo sistemático sus recuerdos de infancia. Hay que tener presente que desde 1895 (y hasta 1905) se abrió una fuerte polémica entre sus colegas de profesión con respecto a sus postulados y a las técnicas de intervención que usaba, lo que le llevó a un aislamiento profesional y personal durante el cual no hizo sino profundizar y elaborar su propia doctrina. 
En 1902 comienza a convocar una serie de reuniones informales para recabar el apoyo de algunos médicos vieneses como Max Kahane, Rudolf Reitler, Alfred Adler y Wilhelm Stekel. Este pequeño grupo formó el núcleo de lo que se convertiría, en 1908, en la Asociación Psicoanalítica Vienesa (Wiener Psychoanalytische Vereinigung). Dos años después se animó y dio proyección internacional a esta asociación, de manera que tras el final de la Primera Guerra Mundial consiguió que el movimiento psicoanalítico comenzara a expandirse y alcanzar otros ámbitos más allá de la psiquiatría y la práctica clínica, como la antropología cultural. Una estrategia fundamental utilizada para esta expansión fue la creación de ambulatorios donde se aplicaba el método psicoanalítico a las clases más desfavorecidas de modo gratuito en diversas ciudades  (Berlín, Viena, Londres, Moscú, Budapest y Chicago), contando en ocasiones con la subvención de fondos públicos. El avance del fascismo en Europa durante los años treinta llevó al cierre de muchas de estas clínicas y a la migración de la mayoría de psicoanalistas europeos hacia América.
Con el paso de los años, el psicoanálisis doctrinario inicial fue evolucionando para tratar de integrar nuevos elementos y descubrimientos posteriores realizados en el ámbito de la psiquiatría y la psicología. Ello tuvo como resultado la aparición de diversas escuelas y enfoques de intervención. Entre sus seguidores más destacados podemos nombrar a Erich Fromm, Erik Erikson, Carl Gustav Jung y Alfred Adler. Estos dos últimos se distanciaron de la tesis freudiana de la etiología sexual de las neurosis, proponiendo teorías alternativas.
El psicoanálisis tuvo un papel muy influyente en el modo de enfocar el estudio de la psique y la terapia psicológica en la segunda mitad del siglo XX, primero en EE. UU. y posteriormente de retorno a Europa. En América del Sur su vigencia aún pervive. Tuvo el mérito de llamar la atención sobre algunos temas que hasta el momento no habían sido estudiados. Sin embargo, diversas investigaciones pusieron de manifiesto que las terapias psicodinámicas (nombre con el que hoy se conoce a las técnicas psicoanalíticas) tenían un índice de eficacia similar a la ausencia de terapia. En algunos casos, como en el estudio del autismo, su influencia resultó contraproducente y motivó un retraso de la investigación científica.

## Gestalt

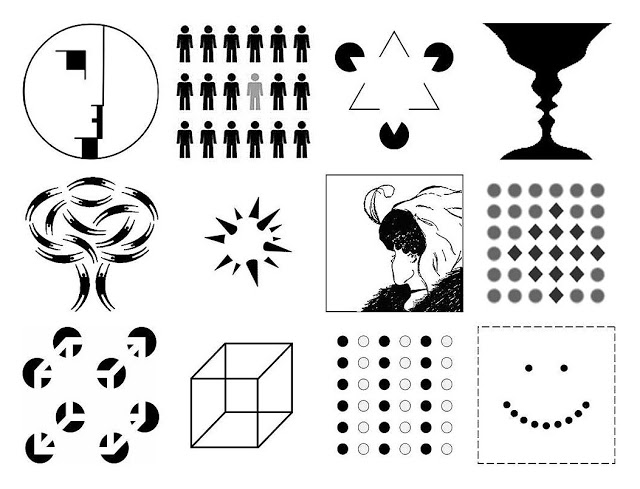
Composición que muestra los principios de la Psicología de la Gestalt.

La psicología de la Gestalt toma de Wundt el carácter holista de las experiencias psicológicas complejas (aplicándolo al estudio de la percepción), a la vez que comparte la crítica que el funcionalismo hace del estructuralismo. 
El fundamento de la psicología de la forma (traducción aproximada del término alemán Gestalt, que también significa "configuración") es que el todo no es simplemente igual a la suma de sus partes. El cuerpo humano desde una perspectiva no mecanicista, es algo más que un agregado de partes; es unidad, totalidad organizada que supera la simple suma de sus partes. 

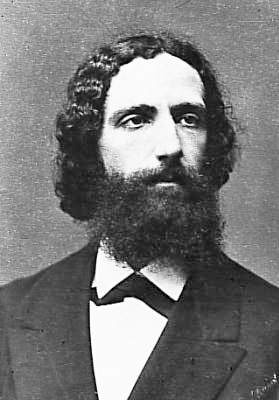
El movimiento de la Gestalt hunde sus raíces en la psicología de Franz Brentano (1838-1917).

La psicología de la forma tiene sus raíces en las observaciones de algunos discípulos de Franz Brentano, como Carl Stumpf, Anton Marty, Alexius Meinong y especialmente Christian von Ehrenfels: su verdadero fundador es Max Wertheimer y sus más importantes representantes, Wolfgang Köhler, Kurt Koffka y Kurt Lewin.
Los gestaltistas no niegan el valor de las experiencias psicofísicas y psicofisiológicas, pero coinciden con la psicología comprensiva y con la fenomenología en considerar que ahí no acaba la realidad psíquica. 
Por otra parte, coincidirán con el conductismo —coetáneo a la Gestalt— en su crítica del predominio de los métodos introspectivos, aunque acusan a los conductistas y a los reflexólogos de haberse dejado arrastrar por el método pasivo de la asociación.
Von Ehrenfels se percató de que cualquier melodía era percibida por los sentidos y el psiquismo como una forma que lleva en sí un ritmo y una peculiar relación de las notas musicales que constituyen la esencia misma de esta melodía. La Gestalt de la melodía no es propiamente una sucesión de notas (composición de elementos) sino un fenómeno de la totalidad. Los fenómenos psíquicos están estructurados de la misma manera; por complejos que sean, un dato psicológico constituye una Gestalt. Una frase, por ejemplo, no está constituida por una suma de letras o palabras, sino que contiene primariamente un elemento suplementario que se estructura en una forma. La publicación de Wertheimer sobre la percepción del movimiento aparente, dado a conocer en 1912, fue la primera aportación de la escuela de la Gestalt. Pero fueron Köhler y Koffka quienes elaboraron los conceptos fundamentales del gestaltismo.
La psicología de la forma tuvo, pues, su punto de partida en el estudio de la percepción, pero su propósito era aplicar sus principios al estudio de otras dimensiones de la mente como el pensamiento y la inteligencia, el aprendizaje, la memoria, etc. Es decir, lo que en un principio se inició como un intento de esclarecer el problema parcial de la percepción visual, terminó por enfocarse hacia una revisión de la psicología en su conjunto. 
Cuando los psicólogos de la Gestalt emigraron a Estados Unidos hacia finales de la Segunda Guerra Mundial, encontraron que el panorama psicológico estaba dominado por el conductismo, y sus proyectos de investigación cayeron en el vacío. De este modo, la psicología gestaltista fue más un proyecto de investigación que su verdadera realización.

## Conductismo

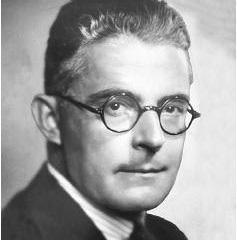
John B. Watson (1878-1958), ideólogo e iniciador del conductismo.

La corriente funcionalista había comenzado por estudiar las funciones de la mente en lugar de sus contenidos estructurales, por entender que esto último poco podía ayudar al desarrollo de una psicología realmente útil. Pero el método introspectivo usado hasta el momento, a pesar de sus aspiraciones, presentaba serias dificultades a la hora de diseñar experimentos que dieran lugar a resultados, no sólo ya objetivos, sino también replicables, condición necesaria para que pueda hablarse de experimentación científica. 
De ahí que Watson, en su manifiesto conductista (1913), apostara por la erradicación del método introspectivo, y con él, de toda referencia a contenidos mentales. Esto implicaba una revolución, ya que la psicología debía abandonar el que hasta ese momento había sido su objeto propio de estudio, y limitarse a estudiar la conducta manifiesta. Watson quiso ir más allá, y defendió que todo fenómeno psíquico, incluido el lenguaje, podía ser explicado recurriendo a su correlato conductual.

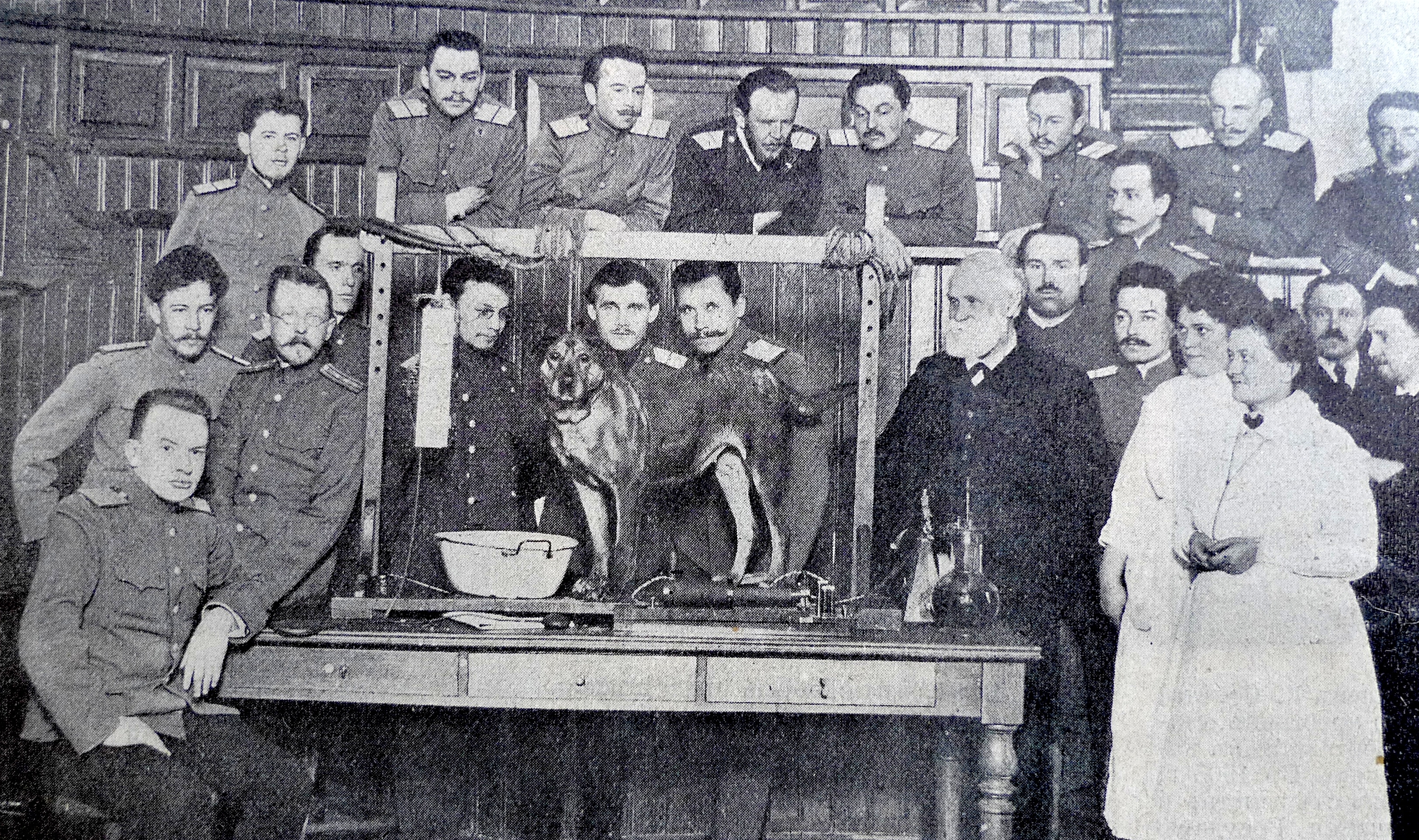
El paradigma experimental del fisiólogo Iván Pávlov (1849-1936) sobre reflejos condicionados fue uno de los puntos de partida del conductismo.

Aunque Watson apenas dio un desarrollo experimental a su postura, abrió el camino para que otros lo hicieran.
Dos fueron los paradigmas experimentales en los que pudo apoyarse la nueva propuesta: las investigaciones de Pávlov (1927) sobre los reflejos condicionados, y el condicionamiento operante de Thorndike (1898), que estudia las conductas de ensayo y error. 
Pero ante las limitaciones impuestas por una metodología que parecía centrarse en los procesos de aprendizaje en el marco de la experimentación animal, con las dificultades que conllevaba la generalización de los resultados a la psicología humana, Tolman decidió introducir dentro del rígido esquema E-R (estímulo-respuesta) unas variables no observables (las variables intervinientes) siempre y cuando pudieran definirse operacionalmente (abriendo paso, de esta manera, a la futura psicología cognitiva).

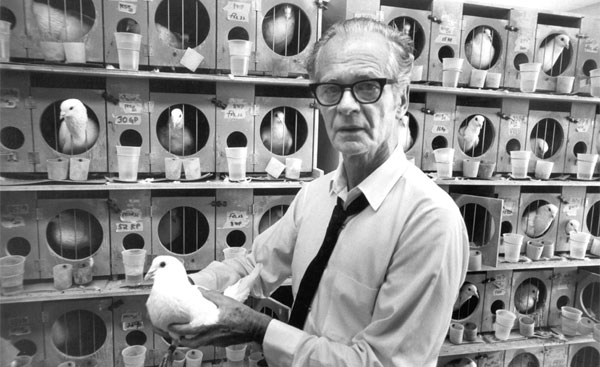
Las palomas fueron los animales más utilizados por Skinner (1904-1990)en sus experimentos.

Hull, por su parte, llevó a cabo entre 1935 y 1952 una de las explicaciones más precisas del aprendizaje en términos de ecuaciones matemáticas, contando con variables intervinientes que habían de definirse a partir de las medidas empíricas.
El esfuerzo de Skinner por volver a las raíces con su conductismo radical (1938), que rechaza cualquier tipo de entidad hipotética (aún orgánica) e propone el análisis de la conducta únicamente con base en variables ambientales y conductuales, no impidió que muchos otros psicólogos conductistas avanzaran en la línea de dotar a las variables intervinientes, no sólo de una definición operativa, sino de un carácter estructural que pudiera ser contrastado empíricamente y que pudiera ayudar a explicar la naturaleza de la mente.
De este modo, y con esta aspiración, nacería la psicología cognitiva, que no sólo trata de describir los procesos y funciones de la mente, sino que retorna al esfuerzo de describir su estructura.

## Piaget y el constructivismo

Biólogo de formación, los estudios de Jean Piaget (1896-1980) le convierten en un pionero de la psicología evolutiva. Padre de la epistemología genética, propone la teoría cognitiva constructivista del desarrollo de la inteligencia, como alternativa a la dicotomía entre el empirismo y el racionalismo psicológicos.

En la década de 1920 inicia sus trabajos Jean Piaget, quien está interesado en esclarecer el origen y desarrollo ontogenético del conocimiento en los seres humanos.
Piaget considera, al igual que los psicólogos de la Gestalt, que el conocimiento tiene un carácter holista, pero le parece que la explicación que ofrece el asociacionismo es demasiado pobre, al considerar la mente como un mero sujeto pasivo de asociaciones entre elementos (percepciones, ideas, etc.).
Frente a la dicotomía propia de la época entre posturas innatistas deudoras del racionalismo cartesiano (las semillas del conocimiento son innatas, y el sujeto solo debe ir desarrollándolas) vs empiristas (deudoras de Locke y Hume, según las que la mente, en el momento del nacimiento es tabula rasa), Piaget retoma la postura unificadora de Kant, según la que el sujeto ejerce una actividad organizadora del conocimiento integrando la experiencia en las categorías a priori del entendimiento. Pero va más allá de Kant, al intentar clarificar la génesis ontogenética de las categorías, sin aceptar que sean a priori.
Junto a esto, su planteamiento es deudor, en su punto de partida, del evolucionismo darwiniano,  que conjuga con el principio ortogenético de Heinz Werner. A partir del estudio de los embriones de distintas especies, Werner llegó a la conclusión de que el desarrollo ontogenético del individuo sigue el patrón de desarrollo filogenético de la especie, pasando de un estadio global de indiferenciación biológica hasta un estado final en el que los distintos órganos se han diferenciado y especializado, existiendo un orden jerárquico. 
Piaget aplicará esto al desarrollo del conocimiento, basándose en la observación sistemática y meticulosa de sus tres hijos, y
establecerá una serie de estadios en el desarrollo cognitivo del niño, cada uno de los cuales integra los progresos del anterior, los afianza y los convierte en punto de partida de nuevos logros. Las edades a las que esto ocurre pueden variar ligeramente de un individuo a otro, pero el orden de los estadios se mantiene.
Asimismo, establece que el fin que subyace al desarrollo del conocimiento es la adaptación del organismo al medio, una adaptación que es dinámica y activa, y que se verifica a través de dos procesos complementarios: a) asimilación, mediante el que el sujeto transforma y hace suya la realidad al incorporarla a los esquemas cognitivos previamente desarrollados, y b) acomodación, proceso por el cual el sujeto modifica sus propios esquemas para incorporar nuevos conocimientos a su estructura cognoscitiva. 
De esta manera, cada sujeto va construyendo el conocimiento del mundo circundante de un modo activo, muy distinto de la simple asociación pasiva de sensaciones que preconizaba el asociacionismo deudor de Hume.
Esta construcción tampoco es arbitraria, sino que se produce en continua interacción con el medio, como hemos dicho más arriba.
Los procesos de asimilación y acomodación al principio no están diferenciados, y el niño cuenta con una serie de conductas innatas (los reflejos) que al ser objeto de una asimilación primaria por la estructura cognitiva, irán dando lugar a procesos complementarios de acomodación. Así, el ejercicio inicial de los reflejos irá dando lugar a las primeras reacciones adquiridas, que generarán esquemas y fenómenos de coordinación que a través de la experiencia activa desembocarán en representaciones simbólicas a partir aproximadamente del los 18-24 meses, siendo esta la base de la inteligencia posterior. 
La influencia de Piaget sobre la psicología del conocimiento, y en especial, sobre la psicología del desarrollo (y por ende, sobre la psicología clínica infantil, la pedagogía y la psicopedagogía) es indudable, y ha dado lugar al desarrollo de instrumentos de evaluación válidos y fiables. Verdad es que también ha recibido críticas (relacionadas sobre todo con la edad a la que surgen determinadas capacidades, como la de representación) pero, aún en el siglo XXI, no ha sido posible desarrollar una teoría holística capaz de integrar y explicar tantos elementos como lo hace su propuesta.

## Vygotski y la psicología histórico-cultural

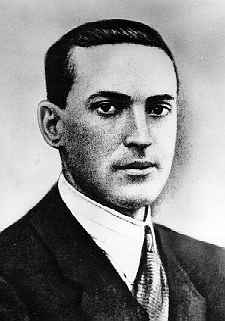
Aunque el punto de partida de su visión hunde sus raíces en el socialismo, Lev Vygotsky (1896-1934) acabaría teniendo problemas con las autoridades soviéticas, al intentar aunar las tesis del sociologismo propio de la filosofía marxista con la psicología. Su temprana muerte impidió establecer un fructífero diálogo con Jean Piaget, quien reformuló algunas de sus tesis cuando leyó al psicólogo ruso.

Al igual que Piaget, el psicólogo ruso Lev Vygotsky se dedicó principalmente a la psicología del desarrollo, e inició también sus trabajos en los años 20 del siglo XX. Su prolija actividad hace que para 1934 (fecha de su prematura muerte) hubiera escrito más de 180 trabajos, 80 de los cuales no han sido publicados aún. Sin embargo, sus aportes habrán de esperar a los años 60 para tener un reconocimiento en el ámbito académico occidental, con conceptos fundamentales para la psicología como la zona de desarrollo próximo. 
La idea principal de su obra es que el desarrollo humano solo puede explicarse en términos de interacción social. Su divergencia con Piaget y otros autores consiste en señalar que el desarrollo cognitivo está mediado por la dimensión social desde la más temprana infancia, y consiste en la interiorización de los instrumentos culturales (como el lenguaje) que pertenecen al grupo humano en el que nacemos. El desarrollo individual no puede entenderse sin referencia al medio social, en el que el niño está incluido.
La influencia de Vygotski ha sido enorme en los campos relacionados con el desarrollo psicológico (lenguaje, inteligencia...) y la educación. Su perspectiva también infuyó en los albores de la neuropsicología, ya que fue el supervisor doctoral de Luria. El mismo Piaget estableció un diálogo póstumo con este autor en 1963 tras la publicación de la edición americana de su obra cumbre, Pensamiento y lenguaje (originariamente publicada en 1934), y matizaría sus propias tesis en torno a algunos temas. Por ejemplo, tras el análisis de las producciones lingüísticas egocéntricas del niño, Vygotski llegó a la conclusión de que en absoluto eran asociales (como defendía Piaget), sino que eran aplicación de instrucciones verbales similares a presentes en contextos sociales.
En cualquier caso, a pesar de la influencia ejercida, los trabajos de Vygotski están aún lejos de dar todo su rendimiento en la psicología. Haciéndose presentes en la época en que emergían los modelos computacionales de la mente, éstos y la psicología posterior no han podido todavía integrar plenamente sus aportes en una visión unitaria, y hoy en día sus tesis siguen aumentando en relevancia.

## Psicología cognitiva

### Psicología cognitiva «clásica»
Durante los años 50 del siglo XX, empezó a ponerse de manifiesto la insuficiencia de los planteamientos conductistas para la construcción de una psicología de la cognición humana que tuviera repercusiones prácticas en la sociedad. La psicología reclamaba un retorno a la explicación de los procesos mentales, pero necesitaba modelos científicos que permitieran objetivarlos y contrastarlos a través de experimentos empíricos, a la vez que generalizar los resultados a ámbitos cada vez más diversos.

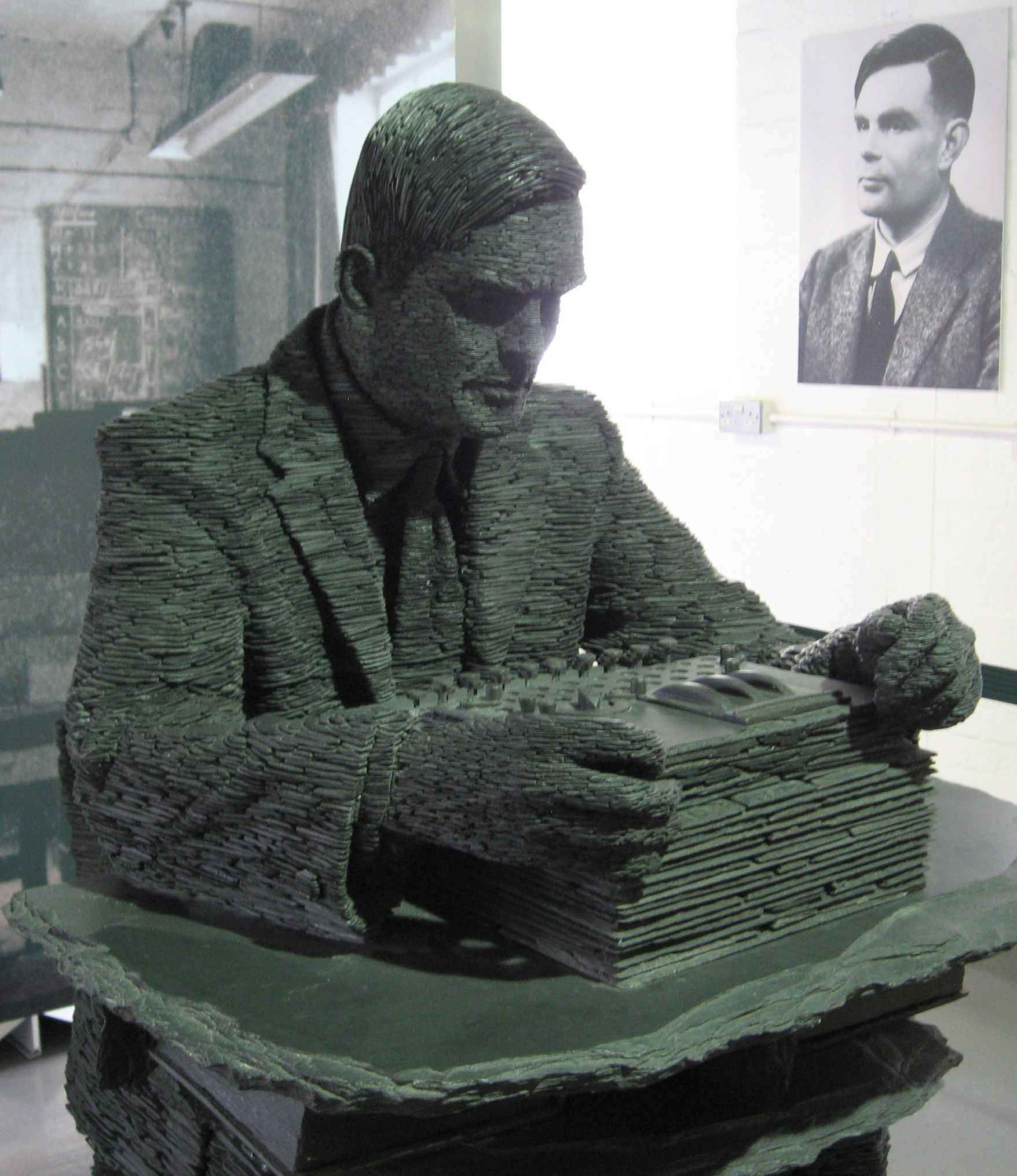
Estatua de Alan Turing (1912-1954) con su máquina, en Bletchley Park.

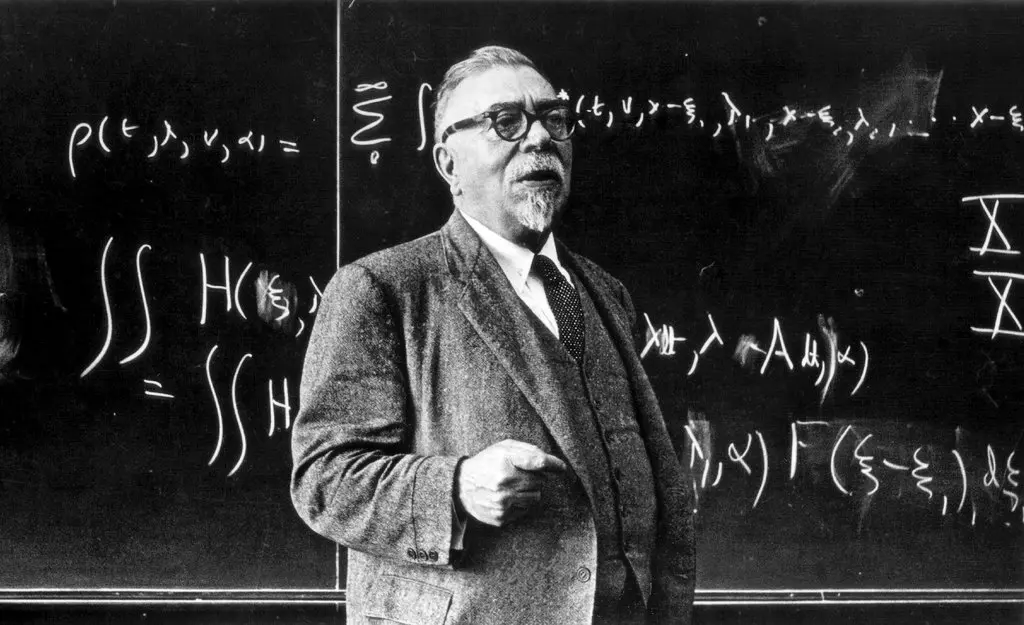
Norbert Wiener (1894-1964), matemático e inventor de la cibernética.

Tres fueron los pilares sobre los que se construyó la psicología cognitiva: 
1) La máquina autómata de estados finitos de Alan Turing (1936) y su desarrollo posterior por Neumann (1956);
2) La teoría del procesamiento de la información sobre un sistema binario (Shanon, 1948), en la cual se entiende la información como medida de la reducción de la incertidumbre (número de alternativas);
3) El concepto de cibernética desarrollado por Norbert Wiener en su libro La cibernética o el control y la comunicación en el animal y la máquina (1948), en el que propone su teoría de los sistemas de control por medio de la retroalimentación, que mantienen su estabilidad a través de señales de error redundantes, y que por tanto entiende la información como medida del fracaso en la reducción de las discrepancias entre procesos.
En 1960, Miller, Galante y Pribram establecen la analogía entre el ordenador y la mente humana, entre los procesos computacionales y los cognitivos.
De este modo, a partir de los años 60 del siglo XX, la psicología decide optar por el método analógico y tomar estos modelos como metáforas que sirvieran para desarrollar modelos mentalistas que pudieran traducirse en términos mecanicistas y ser contrastados empíricamente, soslayando de esta manera las restricciones impuestas por el conductismo. 
Además, no hay que olvidar que, tras las dos grandes guerras europeas, tanto el ámbito militar como el civil y clínico, a la hora de sufragar la investigación, exigían resultados palpables y prácticos que pudieran aplicarse a campos tales como, por ejemplo, el mantenimiento de la atención por parte de los pilotos de vuelo, y las investigaciones de la psicología cognitiva pronto empezaron a dar resultados en este sentido.  
Si la Primera Guerra Mundial había traído consigo el desarrollo de los tests mentales, tras la Segunda Guerra Mundial creció el interés de los psicólogos por la ingeniería humana.
La psicología cognitiva presentaba modelos estructurales que también incorporaban procesos para explicar resultados experimentales (véase la estructura de la memoria de trabajo, con su ejecutivo central, el bucle articulatorio y el almacén visoespacial), modelos que se revisaban de acuerdo con los datos obtenidos. A la vez, defendía principalmente el comportamiento serial de los procesos cognitivos.

### Conexionismo

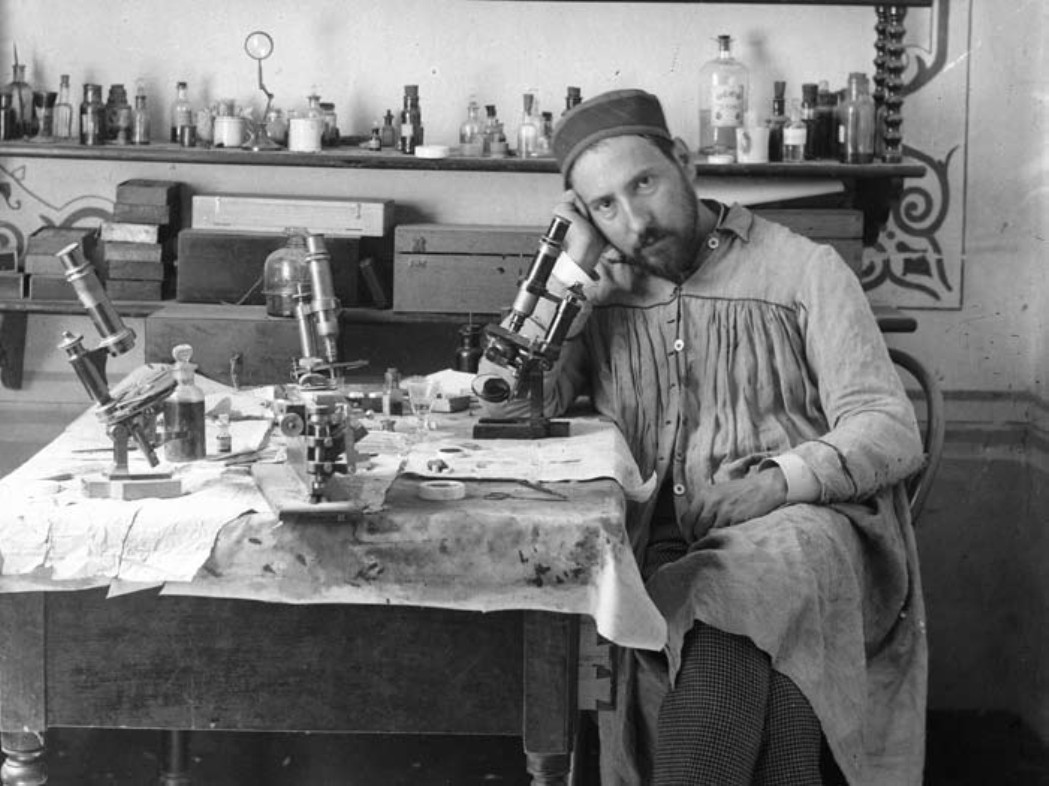
Autorretrato de Santiago Ramón y Cajal (1852-1934). Aunque pueda parecer paradójico, la investigación psicológica y la neurología siguieron caminos separados durante mucho tiempo. El modelo de redes neuronales propuesto por Ramón y Cajal fue "redescubierto" por el cognitivismo que, no sin reticencias, vio en él la oportunidad de sustituir la metáfora del ordenador... por la "metáfora" del cerebro.

Más tarde, diversas discrepancias con los datos llevaron a concebir la posibilidad de un procesamiento paralelo con base en cálculos probabilísticos. Esta idea, unida a que muchos psicólogos estaban cansados de un lenguaje demasiado formal y racionalista que parecía alejarse cada vez más de una descripción proporcionada de la psicología humana, y a la búsqueda de unir la psicología con los avances neurológicos (en especial, el modelo de redes neuronales propuesto por Ramón y Cajal), daría lugar al conexionismo, en el que se puede decir que se sustituye la metáfora del ordenador por la metáfora del cerebro. 
Aunque el estudio de la relación entre mente y cerebro es algo que viene muy de atrás, destacando los trabajos de Luria, parece ser que es con el conexionismo como encuentra un lugar propio dentro de la psicología.
Especialmente relevantes, de cara al estudio de la memoria y el aprendizaje, fueron los aportes de Donald Hebb, quien —partiendo de los aportes de Ramón y Cajal y su discípulo directo, Rafael Lorente de Nó— desarrolló la teoría de la asamblea neuronal. De acuerdo con esta teoría, de entre las neuronas que están interconectadas, aquellas que se activan simultáneamente ante un estímulo o un evento determinado conforman una asamblea neuronal, es decir, una red neuronal implicada en una determinada respuesta. Hebb postuló en 1949 la modificación de las conexiones neuronales a partir de la experiencia, no sólo en lo que se refiere a las sinapsis preexistentes sino al establecimiento de nuevas estructuras que serían las bases del aprendizaje y la memoria a largo plazo. En su momento, Hebb no contaba con las técnicas necesarias para demostrar sus propuestas, y habría que esperar hasta la década de los 70s para obtener las evidencias empíricas necesarias. De este modo, sentó las bases del concepto de plasticidad neuronal.
Todos estos avances y descubrimientos motivarán una aproximación entre la psicología cognitiva y la neurología que dará lugar al desarrollo del conexionismo a partir de los años 80s. 
Así mismo, los estudios sobre pacientes neurológicos, unidos al posterior desarrollo de técnicas de imagen cerebral no invasivas, abrieron el paso a lo que muchos venían reclamando desde hacía tiempo: la neuropsicología, fruto de la unión entre los métodos de la psicología cognitiva y la neurología.

### Psicología evolucionista
Como síntesis entre la psicología cognitiva moderna y el adaptacionismo biológico, surge la Psicología evolucionista. Sus tesis fundamentales son:
a) Los procesos cognitivos humanos (subyacentes a las conductas manifiestas) se entienden como algoritmos adaptativos, y son independientes unos de otros. Esta independencia se fundamentaría en la premisa de que cada proceso cognitivo tiene su propio circuito neuronal. Es lo que se ha dado a conocer como Teoría modular de la mente: cada circuito neuronal recibe el nombre de «módulo», que es independiente de los demás y específico para cada actividad (cálculo, comprensión del lenguaje, articulación lingüística, etc.), es decir, dependiente de dominio.
b) Cada módulo se ha ido conformando filogenéticamente a lo largo de la evolución de la especie, como adaptaciones en respuesta a la presión de la selección natural. Los organismos en general —y en particular la especie humana—, se limitan a ejecutar adaptaciones, de modo análogo a como un ordenador ejecuta un programa informático. Las adaptaciones no son otra cosa que los rasgos fenotípicos -incluida la conducta- resultantes de los procesos de selección natural, sexual y por parentesco.
La Teoría modular de la mente no es equivalente al localizacionismo —que trata de adjudicar una zona específica del cerebro a cada función—, ya que los módulos, entendidos como circuitos neuronales, pueden estar localizados en distintas partes del cerebro. Datos sugerentes procedentes de la psicopatología o de los pacientes neuronales apoyan la teoría modular —al menos en parte—, cuando determinadas capacidades aparecen conservadas junto a las que se ven afectadas y se deterioran. Sin embargo, esta teoría tampoco está totalmente asentada, ya que sabemos que hay funciones cognitivas que precisan de más de un circuito neuronal para verificarse. 
En otro orden de cosas, a menudo nos encontramos en una especie con conductas que, aparentemente, no tienen valor adaptativo. Un ejemplo recurrente de estas conductas no adaptativas son las fobias. Esto no supone un inconveniente para la psicología evolucionista, que postula —a través del concepto de Ambiente de Adaptación Evolutiva— que se trata de conductas que fueron adaptativas en un momento evolutivo anterior y en un ecosistema determinado, pero que, al cambiar dicho ecosistema de modo más rápido que la evolución orgánica propia de los módulos, esas conductas se han mantenido aunque en el nuevo medio no sean adaptativas. 
El concepto de Ambiente de Adaptación Evolutiva es bastante útil en el contexto de la psicología evolucionista, sin embargo, no está exento de polémica. Y es que, a menudo, la evolución humana puede ser más rápida de lo que pensamos: un claro ejemplo es el de la aparición de la variante genética que permite metabolizar la lactosa en adultos, en las poblaciones humanas europeas y africanas. El valor adaptativo de dicha variante genética sólo puede estar motivado por la aparición de la ganadería, hace cosa de 7.000 años.

## Psicología humanista
Paralelamente al desarrollo de la psicología cognitiva, en las décadas de los años 50 y 60 del siglo XX se desarrolla en Estados Unidos un movimiento de reacción al psicoanálisis y al conductismo más ortodoxos que imperaban en la práctica psicoterapeútica en aquel entonces. Su texto fundacional fue el manifiesto Bugental.

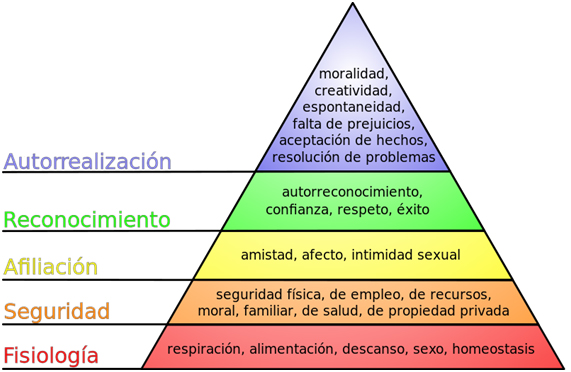
Pirámide de Maslow (1908-1970).

Frente al determinismo de la conducta humana defendido por el psicoanálisis y el conductismo, la psicología humanista acentúa el valor y la pertinencia psicológica del fenómeno de la libertad humana. Y ante la consideración del paciente como mero sujeto de experimentación o de terapia, con la consiguiente objetivación del mismo y el frío distanciamiento del terapeuta o investigador, la psicología humanista busca comprenderlo a través de los estudios integrales del ser humano.
Maslow, uno de los principales referentes de la psicología humanista, defiende que al hombre solo se lo puede conocer en su humanidad a través de la humanidad del que lo estudia. La persona que se siente respetada y querida durante un estudio o terapia, actúa con más naturalidad que la que se siente manipulada.
La Psicología humanista se apoyó en concepciones del ser humano de profundas raíces filosóficas (con antecedentes que van de Sócrates a la fenomenología y la filosofía de la existencia y existencialismo), con raíces en Kierkegaard, Nietzsche, Heidegger, Merleau-Ponty y Sartre.
Su influencia se hizo notar sobre todo en la práctica psicoterapeútica y en los libros de divulgación y autoayuda. Algunos aportes, como la famosa pirámide de Maslow, han servido para ilustrar las necesidades del ser humano y como marco teórico para posteriores investigaciones.

## Terapias cognitivo-conductuales
No cabe duda de que la psicología, desde su nacimiento, ha tenido en el ámbito clínico o terapéutico una de sus principales aplicaciones prácticas.
Aunque la terapia y la investigación no siempre han ido de la mano, la confluencia entre ambas es cada vez mayor a medida que avanzamos en el tiempo. De hecho, cada vez más la aplicabilidad de terapias en el ámbito clínico viene condicionada por su efectividad contrastada a través de estudios empíricos. 
Independientemente del marco teórico que las sustenta, hay terapias que han demostrado su eficacia clínica para uno u otro trastorno psicológico, y por tanto son utilizadas como tratamientos de elección para la intervención. No preocupa tanto el enfoque subyacente como la eficacia probada.
En este contexto, se han desarrollado gran diversidad de técnicas que aúnan lo conductual con lo cognitivo (poniendo el acento más en un aspecto que en otro, dependiendo del caso) y que han mostrado su eficacia en trastornos como la enuresis, el TDAH o elautismo, por poner sólo tres ejemplos. 
Las terapias cognitivo-conductuales son orientaciones de la terapia cognitiva enfocadas en la vinculación del pensamiento y la conducta, que recogen los aportes de distintas corrientes dentro de la psicología científica, siendo más que una mera fusión, como aplicación clínica, de la psicología cognitiva y la psicología conductista. Suelen combinar técnicas de reestructuración cognitiva, de entrenamiento en relajación y otras estrategias de afrontamiento y de exposición.

## Neuropsicología
La neuropsicología constituye una disciplina en la que confluyen los aportes de la psicología y la neurología con el fin de establecer la relación existente entre los procesos psicológicos y las estructuras y procesos neuronales, desarrollando modelos que permitan explicar el funcionamiento cognitivo normal del ser humano. 
Existen diversos enfoques dentro de la neuropsicología: la neuropsicología clínica, la cognitiva y la experimental.

### Antecedentes
En 1802, Franz Joseph Gall (anatomista y fisiólogo alemán), concibe el proyecto de localizar las funciones mentales en zonas localizadas del cerebro. Con este fin, fundó la frenología, que pretendía incluso predecir los caracteres humanos por la forma de la cabeza. La frenología no tuvo gran recorrido entre los especialistas al no basarse en evidencias empíricas, pero su intento de relacionar funciones mentales con zonas cerebrales sí que tuvo calado (entre otros de sus aportes, cabe destacar la afirmación de que la corteza cerebral no es solo tejido vascular -idea novedosa para la época-, y la diferenciación entre la materia blanca y la materia gris).

Imagen del cerebro con las áreas de Broca y Wernicke señaladas, que reciben su nombre en honor a sus respectivos descubridores.

El fisiólogo francés Marie Jean Pierre Flourens fue muy crítico con las ideas de la frenología. Creía que era imposible localizar las funciones cerebrales con precisión, ya que para él las diferentes estructuras cerebrales interactuaban entre sí creando sistemas funcionales.
Pero en 1864, el médico y antropólogo francés Paul Broca (1824-1880), declaró haber descubierto la localización del centro del lenguaje en el cerebro, posteriormente conocida como Área de Broca. Diez años más tarde, el médico alemán Carl Wernicke describió el síndrome afásico que lleva su nombre y que es parcialmente opuesto al descrito por Broca.
El médico inglés John Hughlings Jackson fue muy crítico con los aportes de Broca y Wernicke, negando la posibilidad de encontrar localizaciones neurológicas específicas para el lenguaje por considerar que es una capacidad muy compleja.
Este debate entre localizacionismo y funcionalismo ha perdurado hasta nuestros días, pero lo que realmente importa señalar aquí son los esfuerzos por relacionar la mente, objeto de estudio de la psicología, con las estructuras cerebrales estudiadas por la neurología.

### Estudio de pacientes neurológicos

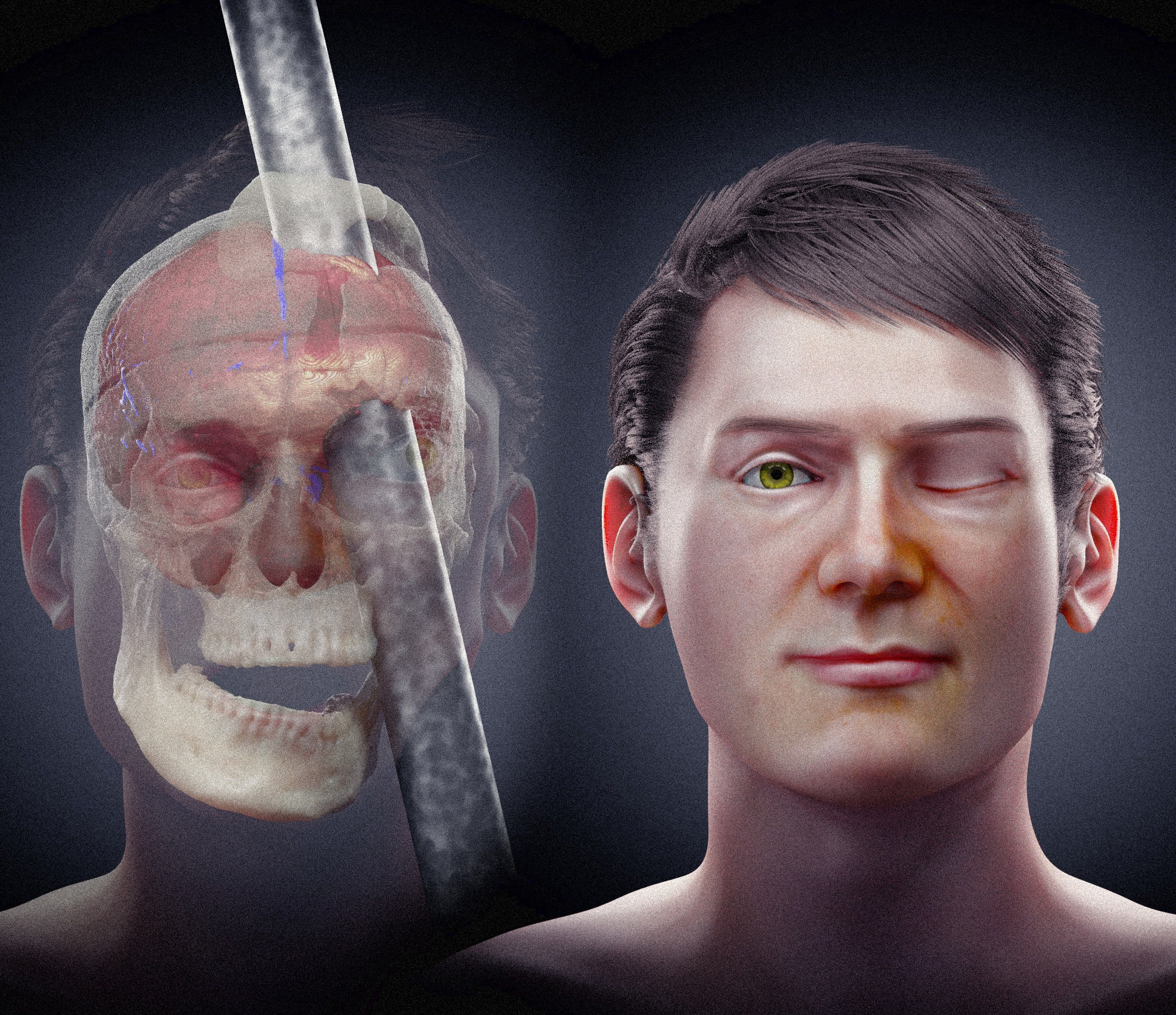
Imagen que muestra el recorrido que siguió la barra de acero que atravesó el cerebro de Phineas Gage en 1848.

Un paciente neurológico es una persona que presenta un cuadro sintomático en el que se ven afectadas una o más funciones psicológicas debido a una lesión encefálica, generalmente provocada por un accidente. 
Las dos grandes guerras europeas produjeron un número considerable de pacientes neurológicos, principalmente por fractura craneoencefálica o heridas de bala, a los que había que atender en consulta clínica. De este modo, durante la mayor parte del siglo XX, el estudio de pacientes neurológicos fue el único modo de estudiar la relación entre estructuras cerebrales y funciones psicológicas en el ser humano. Bien es verdad que también se utilizaron en el laboratorio técnicas de lesión en animales, pero estos estudios presentaban la problemática de su extrapolación a los humanos. 
Mención especial especial requiere el caso de Phineas Gage, obrero estadounidense que en 1848 sufrió un accidente que le provocó daños severos en el lóbulo frontal, originando cambios importantes en su personalidad y temperamento. Este caso se consideró como prueba de que los lóbulos frontales eran los encargados de procesos relacionados con las emociones, la personalidad y las funciones ejecutivas en general.

### Luria, padre de la neuropsicología

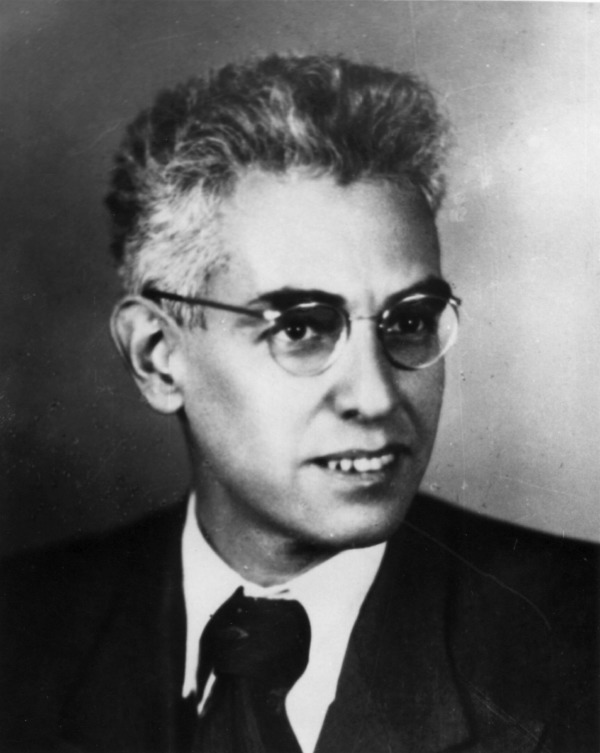
Aleksandr Lúriya (1902-1977) había estudiado medicina y psicología, lo que le permitió aunar los aportes de ambas disciplinas.

En este contexto, el ruso Alexander Romanovich Luria (cuyo supervisor doctoral había sido Lev Vygotski), perfeccionó diversas técnicas para estudiar el comportamiento de personas con lesiones del sistema nervioso. Luria había estudiado medicina y psicología, lo que le permitió aunar los aportes de ambas disciplinas. 
Dos de sus obras más importantes, Afasia traumática (1947) y Las funciones corticales superiores del hombre (1962), se basaron en sus investigaciones de pacientes neurológicos de la Segunda Guerra Mundial.
Luria diseñó una batería de pruebas psicológicas con el fin de establecer las afecciones en los procesos psicológicos de atención, memoria, lenguaje,   praxias, gnosias, cálculo y funciones ejecutivas (término que acuñó él), entre otras. La aplicación de esta extensa batería podía darle al neurólogo, por una parte, una idea clara de la ubicación y extensión de una lesión, y por otra parte, proporcionar al psicólogo información detallada de las dificultades cognoscitivas del paciente. 
Desgraciadamente, la separación que se vivió entre Rusia y occidente durante la guerra fría dificultaron la llegada de sus ideas al mundo occidental.

### Técnicas de neuroimagen

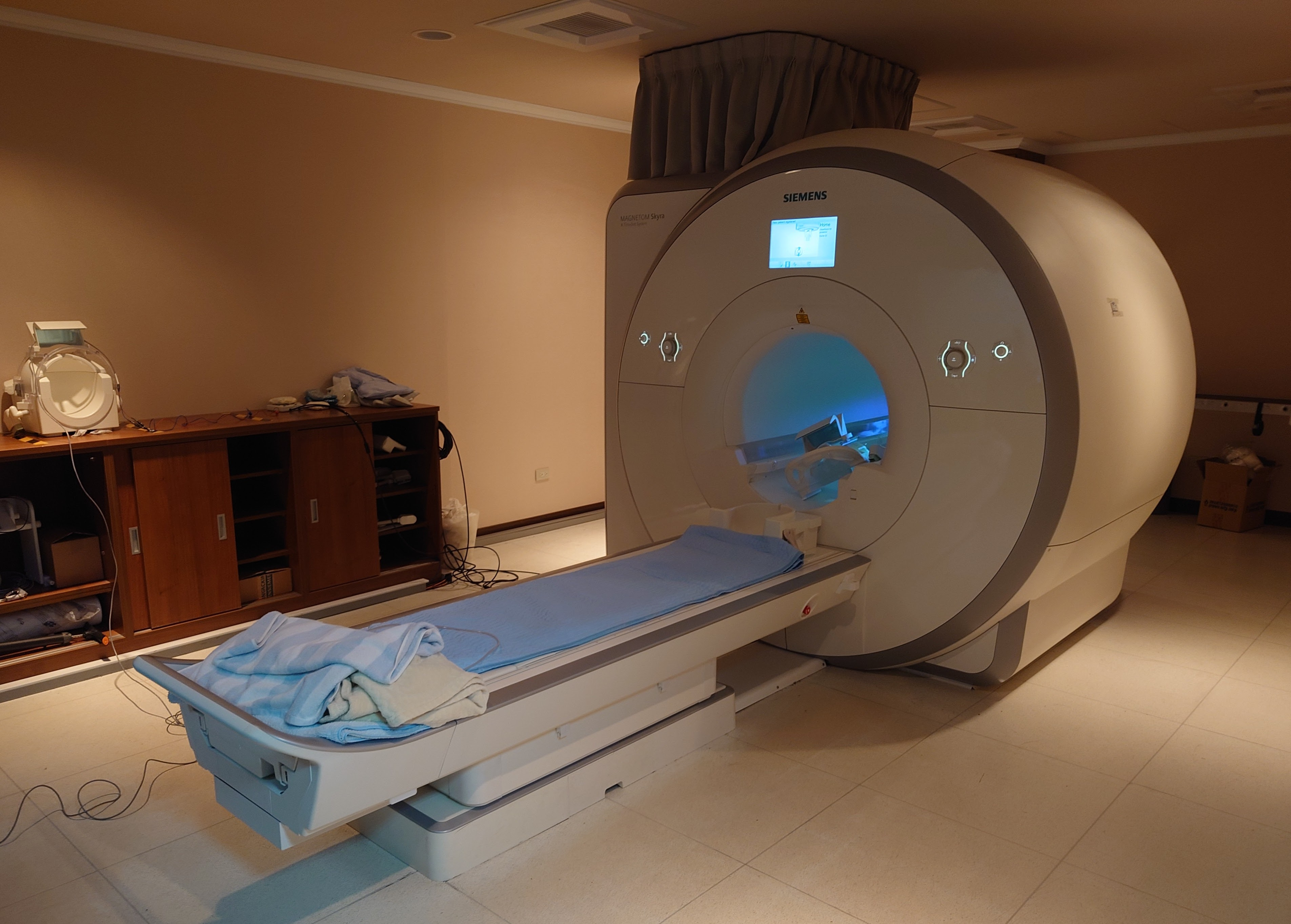
Aparato de resonancia magnética Siemens MAGNETOM Skyra 3 Tesla en el Taiwan Mind & Brain Imaging Center, National Chengchi University.

Si bien el estudio de pacientes neurológicos fue una fuente indudable de datos para el avance en el conocimiento de las relaciones entre funciones mentales y cerebro, no permitía llevar a cabo un estudio sistemático de las mismas. 
Esto será posible gracias al desarrollo de las técnicas de neuroimagen, que harán posible el estudio de cerebros sanos de modo no invasivo. En el ámbito de la neuropsicología, la resonancia magnética funcional tendrá especial utilidad, pues permite tomar imágenes del cerebro mientras la persona realiza diversas tareas diseñadas por el investigador.
A principios de los años 70, Cormack y Hounsfield introdujeron la tomografía axial computarizada (TAC), de modo que imágenes anatómicas cada vez más detalladas del cerebro estuvieron disponibles para fines de diagnóstico e investigación. 
Una década después de la introducción del TAC, a principios de los 80, se desarrollaron otras tres técnicas deneuroimagen: la tomografía computarizada por emisión de fotón único (SPECT); la tomografía por emisión de positrones (TEP); y la resonancia magnética (RM), y a lo largo de la década tuvo lugar una verdadera explosión de mejoras técnicas y aplicaciones de diagnóstico de RM. 
Los científicos pronto se dieron cuenta de que los grandes cambios en el flujo sanguíneo medidos por TEP también podrían ser captados por el tipo correcto de imágenes de RM, dando lugar a la resonancia magnética funcional (IRMf), que a partir de la década de los 90, dominaría el panorama de mapeo cerebral debido a su baja invasividad, ausencia de exposición a la radiación y una disponibilidad relativamente amplia.
En la actualidad, la neuropsicología se ha generalizado de tal modo que en los planes de estudio universitarios no es posible encontrar manuales sobre los procesos psicológicos que no incluyan referencias o apartados dedicados a ella, es decir, a especificar los correlatos de dichos procesos con sus sustratos neurales.

## Psicología positiva

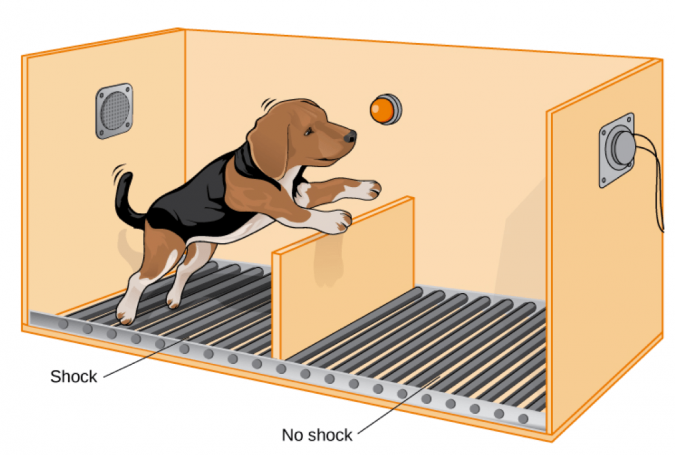
Ilustración de un experimento sobre indefensión aprendida, diseñado por Martin Seligman (n. 1942).

La psicología positiva es uno de los más recientes desarrollos de la psicología. Se sitúa en el contexto de la psicoterapia, a la que trata de dar un nuevo enfoque, investigando en la línea de los aspectos saludables del ser humano, y no sólo los patológicos. 
El impulso para la creación de la Psicología positiva fue dado por Martin Seligman, célebre por sus investigaciones sobre indefension aprendida. A finales de los años 90, propuso la creación de la Psicología positiva como corriente específica dentro de la Psicología, contando con el apoyo de investigadores de prestigio, como Mihály Csíkszentmihályi.

## Tendencias presentes y futuras

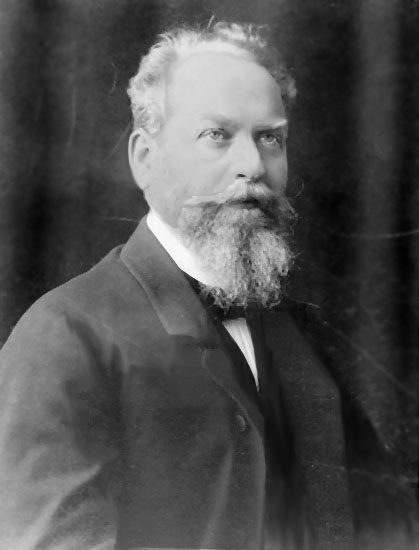
Al igual que en su momento los aportes de la filosofía fueron fundamentales para posibilitar el arranque de la psicología como ciencia, actualmente se hace notar el influjo de pensadores como Edmund Husserl (1859-1938), padre de la fenomenología, cuyas contribuciones ayudan a dar respuesta a problemáticas y escollos teóricos y metodológicos que se presentan en el avance de la investigación.

En la línea de la psicología positiva, otras ramas de la psicología, incluyendo la psicopatología, comienzan a vislumbrar que el estudio fragmentario de la mente humana, supuestamente regida por procesos más o menos lineales, es un lastre histórico que no ayuda demasiado al avance de la investigación y, menos aún, al del diagnóstico e intervención en los trastornos mentales. La perspectiva biológica y la fisiológica nos pueden decir mucho acerca del funcionamiento del sustrato orgánico de los procesos mentales y de la conducta; la perspectiva conductista ayuda a comprender la adquisición de comportamientos, tanto normales como patológicos; el cognitivismo, unido a la teoría de sistemas dinámicos complejos, genera múltiples modelos que ayudan a la comprensión de los procesos psicológicos... pero, cada vez más, se hace presente la perspectiva fenomenológica y contextual que tienen en cuenta a la persona en función de su contexto biográfico y sociocultural. Como dicen Rodríguez-Testal et al. con ocasión del estudio de la esquizofrenia, "este modelo se centra en la persona, en la relación interpersonal, en el entendimiento de las experiencias en el contexto biográfico, en la recuperación del sentido del yo y en devolver a la persona al horizonte de la vida".
En lo que se refiere a la investigación sobre los trastornos mentales, tanto el enfoque categorial -que, en cierto sentido, entiende los síndromes como entidades discretas- como el dimensional -que trata de encontrar las causas y procesos subyacentes, más allá de la división en categorías-, se abre paso una visión más pragmática que integra los aspectos positivos de ambos enfoques, el conocido como paradigma transdiagnóstico. También resulta preciso referirse a un enfoque biopsicosocial, que aúna los aspectos aportados por la neurobiología, el temperamento, la personalidad, la familia y el marco sociocultural.